# Alma (Québec)
Pour les articles homonymes, voir Alma.
Alma est une ville canadienne au Québec, chef-lieu de la MRC de Lac-Saint-Jean-Est, dans la région du Saguenay–Lac-Saint-Jean. Alma comptait, en 2025, environ 30 900 habitants.

## Description
Alma  constitue la deuxième ville en importance de la région administrative du Saguenay–Lac-Saint-Jean, après Saguenay et la dix-huitième agglomération en importance dans la province de Québec. Alma porte le surnom de « Cité de l'hospitalité » et sa devise latine est Crescit Undo qui peut se traduire par « Sa croissance accompagne son mouvement ».

## Histoire
En 1856, Damase Boulanger et les premiers colons s'installent sur l'île Sainte-Anne, en bordure de la Petite-Décharge. Au début du XXe siècle, la ville s'industrialise principalement dans le secteur des pâtes et papiers. Plus tard, autour de la Seconde Guerre mondiale, on y construit la première usine de production d'aluminium, ce qui lui permet de devenir rapidement la principale ville du Lac Saint-Jean.
Le nom « Alma » fait référence à la bataille de l'Alma, lors de la guerre de Crimée. L'Alma est un fleuve de cette région qui est maintenant située en Ukraine et dont le nom signifie « pomme » dans les langues turco-tatares.

### Héraldique
| Crescit eundo |
| ------------- |

| L'écu d'Alma se blasonne ainsi : D'azur à la jumelle ondée d'argent accompagnée en chef d'une quartefeuille du même et en pointe d'une route dentée aussi du même, à deux éclairs d'or brochant en bande et en barre sur la jumelle. |

### Chronologie municipale
- 1856 : Arrivée du premier colon, Damase Boulanger, venu de Saint-Thomas-de-Montmagny. Il habitera le secteur de façon sporadique pendant quelques années.
- 1867 : Installation permanente de Damase Boulanger et de sa famille en bordure de l'île Sainte-Anne.

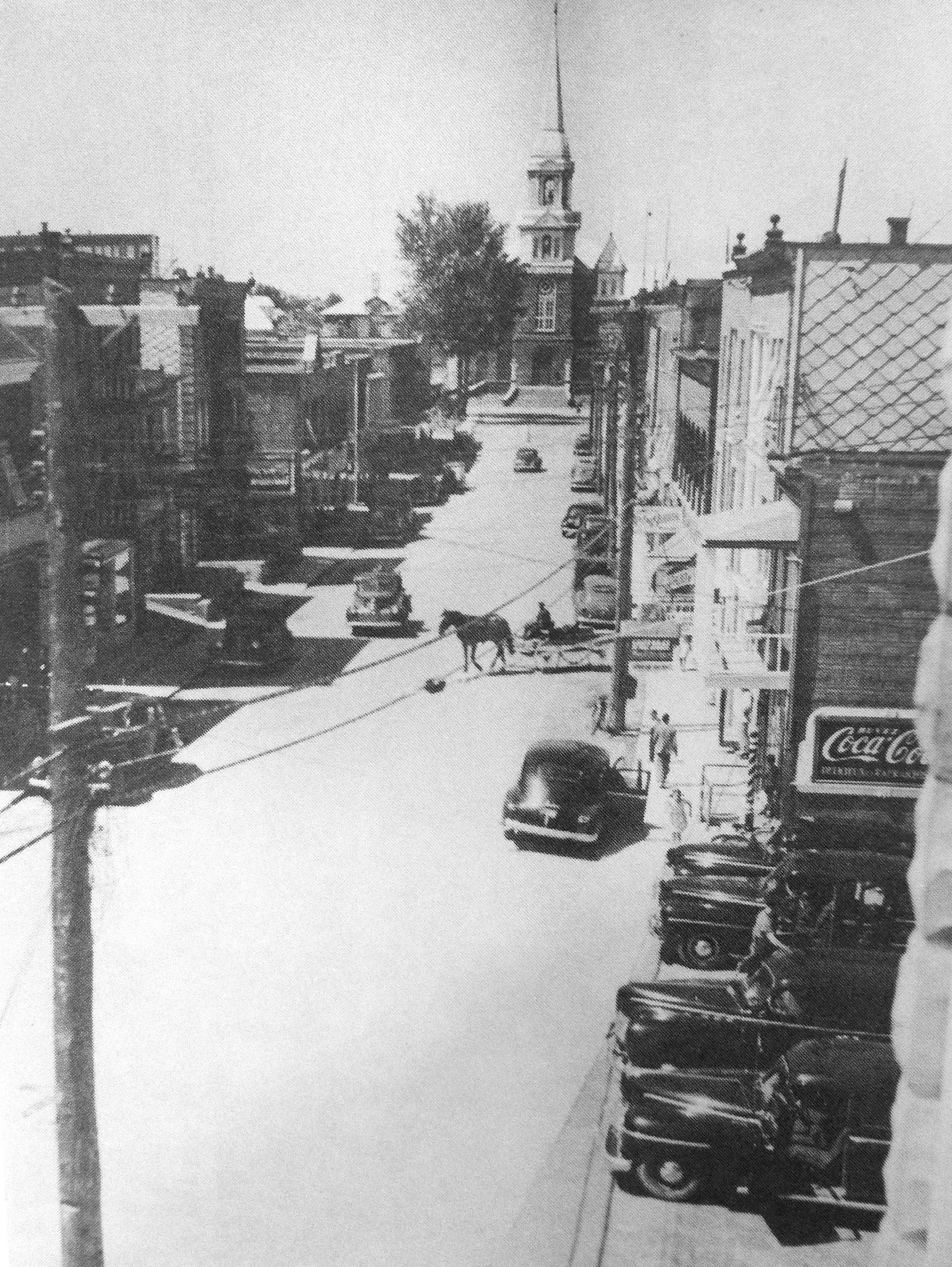
Rue Sacré-Cœur, entre 1920 et 1933.

- 8 octobre 1868 : Proclamation du canton De l'Isle ou Delisle.
- 1873 : Construction d'un premier pont de bois sur la rivière Petite-Décharge.
- 1er janvier 1879 : La municipalité de Saint-Joseph-d'Alma se détache de la municipalité d'Hébertville.
- 1881 : Ouverture des registres de la paroisse Saint-Joseph.
- 1882 : Arrivée dans le canton De l'Isle des premiers colons venus de Chicoutimi. et nomination, le 22 août, du premier curé résident de la paroisse Saint-Joseph-d'Alma.
- 1884 : Érection canonique de la paroisse Saint-Joseph-d'Alma.
- 1885 : Construction d'un pont de fer en remplacement du pont de bois construit en 1873 sur la rivière Petite-Décharge.
- 1889 : Nomination du premier curé résident de Saint-Cœur-de-Marie suivi quelques mois plus tard de l'érection canonique et de l'ouverture des registres de la paroisse Sacré-Cœur-de-Marie.
- 1890 : Le canton de Delisle est formé à partir de territoire non organisé.
- 1902 : Établissement de la Congrégation des Sœurs de Notre-Dame-du-Bon-Conseil de Chicoutimi à Saint-Joseph-d'Alma.
- 1903 : Établissement à Delisle de la Congrégation des Sœurs de Notre-Dame-du-Bon-Conseil de Chicoutimi.
- 1917 : Le village de Saint-Joseph-d'Alma se détache de la municipalité de Saint-Joseph-d'Alma.
- 1921 : Le village de Saint-Cœur-de-Marie se détache de Delisle.
- 1923 : Construction du barrage d'Isle-Maligne, pilier de l'économie jeannoise.
- 1924 : La ville d'Isle-Maligne se détache de Delisle.
- 16 décembre 1924 : Le village de Saint-Joseph-d'Alma change son statut pour celui de ville.

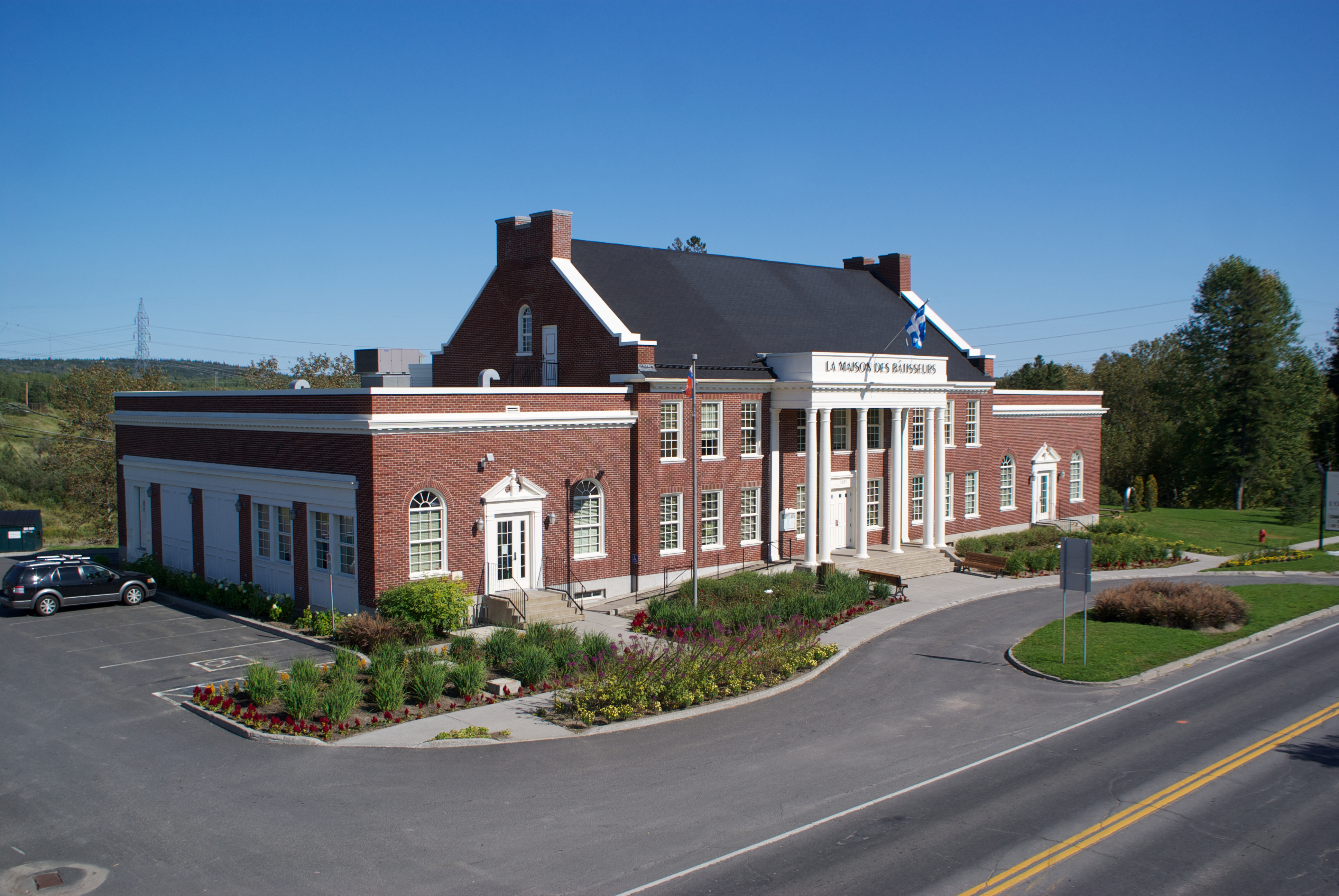
Ancien hôtel de ville d'Isle-Maligne.

- 1925 : La ville de Riverbend se détache de la municipalité de Saint-Joseph-d'Alma.
- 1933 : Création de la Chambre de commerce de Saint-Joseph d’Alma
- 1938 : Construction et prise de possession par la communauté des frères Maristes de l'école Saint-Joseph.
- 1944 : Le village de Naudville se détache de la municipalité de Saint-Joseph-d'Alma.
- 1952 : Ouverture de l'école Champagnat appelée officiellement Externat classique d'Alma.
- 1954 : La ville de Saint-Joseph-d'Alma change son nom pour ville d'Alma.
- 5 mai 1954 : Le village de Naudville change son statut pour celui de ville.
- 1955 : Établissement des oblates franciscaines de Saint-Joseph à Naudville et nomination du premier curé résident de la paroisse Saint-Jude d'Alma. Inauguration officielle de l'Hôtel-Dieu du Christ-Roi d'Alma.
- 21 février 1958 : Sanction par le lieutenant-gouverneur du Québec d'une nouvelle charte pour la ville d'Alma. La ville portera désormais le nom de cité d'Alma.
- 1962 : Fusion entre la cité d'Alma et les villes d'Isle-Maligne, de Riverbend et de Naudville pour former la cité d'Alma.
- 1963 : Le règlement 266 abolit la prohibition à Naudville.
- 1963 : Bénédiction de l'église Saint-Pierre.
- 1964 : Annexion par la cité d'Alma d'une partie de la municipalité de Saint-Joseph-d'Alma.
- 1965 - 1966 : Symposiums de sculptures d'Alma[6].
- 1967 : Célébration du centenaire de la cité d'Alma.
- 1968 : Fondation de la Fédération des Caisses d'entraide économique.
- 1970 : L'Externat classique d'Alma devient le Collège d'Alma.
- 1970 : Début de la construction du Pavillon Wilbrod-Dufour.
- 1970 : Ouverture du centre d'achat les Galeries du Lac (Galeries Lac-Saint-Jean).
- 1971 : Destruction par incendie de l'hôtel Plaza.
- 1972 : Inauguration du stationnement à étage et de la Plaza d'Alma.
- 1973 : Demande de la ville d'Alma pour annexer la corporation municipale de Delisle.
- 1974 : Delisle signifie son refus de fusionner avec la cité d'Alma.
- 1976 : Fusion de la cité d'Alma avec la municipalité de Saint-Joseph-d'Alma, pour former la ville d'Alma.
- 1977 : Ouverture du centre d'achat le Carrefour Alma.
- 1978 : Inauguration de la Place St-Luc.
- 1979 : Fusion entre Delisle et Saint-Cœur-de-Marie pour former la municipalité de Delisle.
- 1980 : Ouverture du Complexe Jacques-Gagnon.
- 1983 : Création du district judiciaire d'Alma et inauguration du nouveau Palais de Justice.
- 1984 : Début des célébrations du centenaire de la paroisse Saint-Joseph d'Alma.
- 1984 : Démolition du tuyau de bois de la compagnie Price dans la rivière Petite-Décharge.
- 1984 : Démolition de l'hôtel Royal.
- 1998 : Début de la construction de la nouvelle aluminerie d'Alcan à Alma.
- 1999 : Hôte des Jeux du Québec d'été
- 21 février 2001 : Fusion entre la ville d'Alma et la municipalité de Delisle pour former la ville d'Alma
- 2004 : Création de la Jeune Chambre de commerce et d’industrie Lac-Saint-Jean-Est
- 2007 : Début de la construction de la voie de contournement de la ville d'Alma.
- 2008 : Début de la construction du projet de revitalisation du centre-ville et agrandissement du Carrefour Alma qui prendra le nom de Centre Alma au cours de la même année.
- 2012 :  780 ouvriers de Rio Tinto Alcan en lock-out (1er janvier au 5 juillet). Ouverture du Centre d'excellence sur les drones (CED) à l'aéroport d'Alma.
- 2017 : Célébration du 150e anniversaire de ville d'Alma [7].Hôte de la 52e finale des Jeux du Québec. Incendie au centre-ville causant la destruction de certains commerces de la rue Sacré-Cœur.

## Géographie
Alma est située à l'est du lac Saint-Jean à sa décharge. Les eaux du lac de plus de 30 km de diamètre se divisent en deux rivières qui traversent la ville selon un axe ouest-est, la Petite Décharge (celle-ci se subdivise en deux dans le milieu de la ville pour former l'île sainte-Anne) et la Grande Décharge. Les deux rivières se rejoignent à l'est de la ville pour former la rivière Saguenay. Le secteur urbanisé se retrouve principalement sur les rives à l'aval de la Petite-Décharge, ainsi que sur la rive nord de la Grande Décharge.

## Démographie
| 1881 | 710   |        |       |     |       | 322   |       | 1 032  |  |  |  |  |  |  |
| 1891 | 1 031 |        |       |     |       | 535   |       | 1 566  |  |  |  |  |  |  |
| 1901 | 1 305 |        |       |     |       | 880   |       | 2 185  |  |  |  |  |  |  |
| 1911 | 1 512 |        |       |     |       | 1 445 |       | 2 957  |  |  |  |  |  |  |
| 1921 | 1 102 | 850    |       |     |       | 1 107 | 419   | 3 478  |  |  |  |  |  |  |
| 1931 | 1 217 | 3 970  | 449   | 188 |       | 1 215 | 535   | 7 574  |  |  |  |  |  |  |
| 1941 | 1 909 | 6 449  | 455   | 275 |       | 1 223 | 661   | 10 972 |  |  |  |  |  |  |
| 1951 | 1 958 | 7 975  | 482   | 278 | 1 430 | 1 333 | 1 061 | 14 517 |  |  |  |  |  |  |
| 1956 | 1 766 | 10 822 | 1 761 | 260 | 2 894 | 1 540 | 1 282 | 20 325 |  |  |  |  |  |  |
| 1961 | 1 987 | 13 309 | 2 070 | 270 | 4 475 | 1 719 | 1 302 | 25 132 |  |  |  |  |  |  |
| 1966 | 2 095 | 22 195 |       |     |       | 1 786 | 1 312 | 27 388 |  |  |  |  |  |  |
| 1971 | 2 334 | 22 622 |       |     |       | 1 753 | 1 218 | 27 927 |  |  |  |  |  |  |
| 1976 |       | 25 638 |       |     |       | 3 307 |       | 28 945 |  |  |  |  |  |  |
| 1981 |       | 26 322 |       |     |       | 4 011 |       | 30 333 |  |  |  |  |  |  |
| 1986 |       | 25 923 |       |     |       | 4 054 |       | 29 977 |  |  |  |  |  |  |
| 1991 |       | 25 910 |       |     |       | 4 281 |       | 30 191 |  |  |  |  |  |  |
| 1996 |       | 26 127 |       |     |       | 4 256 |       | 30 383 |  |  |  |  |  |  |
| 2001 |       | 25 918 |       |     |       | 4 208 |       | 30 126 |  |  |  |  |  |  |
| 2006 |       |        |       |     |       |       |       | 29 998 |  |  |  |  |  |  |
| 2011 |       |        |       |     |       |       |       | 30 904 |  |  |  |  |  |  |
| 2016 |       |        |       |     |       |       |       | 30 776 |  |  |  |  |  |  |
| 2021 |       |        |       |     |       |       |       | 30 331 |  |  |  |  |  |  |

Notes:
- Fusion en 1962 entre la cité d'Alma et les villes d'Isle-Maligne, de Naudville et de Riverbend pour former la cité d'Alma.
- Fusion en 1976 de la ville d'Alma avec la paroisse de Saint-Joseph-d'Alma.
- Fusion en 1976 entre la municipalité de Delisle et le village de Saint-Cœur-de-Marie pour former la municipalité de Delisle.
- Fusion en 2001 entre la ville d'Alma et la municipalité de Delisle pour former la ville d'Alma.

| 2001   | 2006   | 2011   | 2016   | 2021   |
| ------ | ------ | ------ | ------ | ------ |
| 30 126 | 29 998 | 30 904 | 30 776 | 30 331 |

## Développement industriel

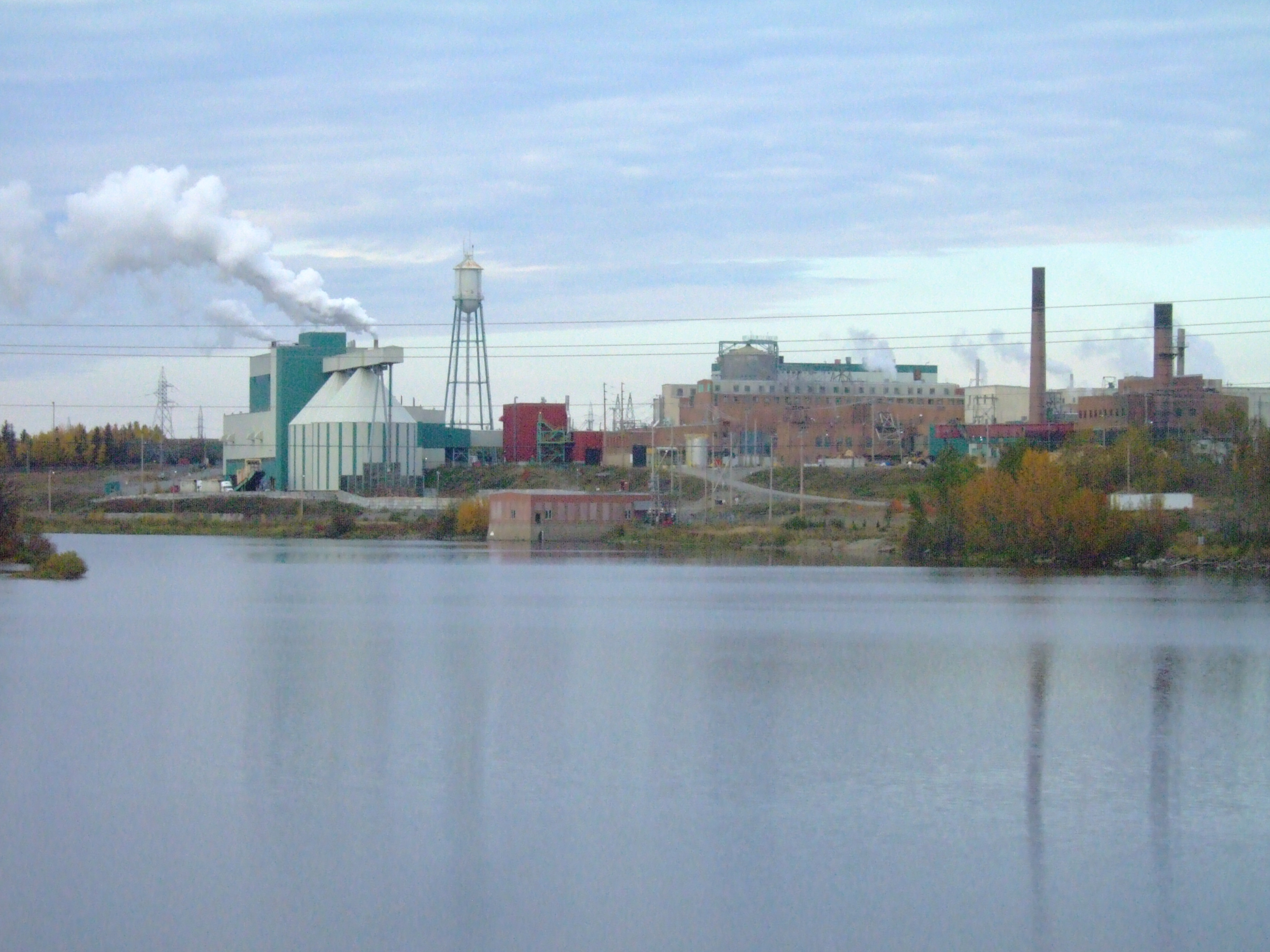
Usine de Produits forestiers Résolu vue de la rivière Petite Décharge.

Alma doit son développement rapide au début du vingtième siècle à l'industrie des pâtes et papiers (Price Brothers and Company, aujourd'hui Produits forestiers Résolu) et à la fabrication de l'aluminium (Rio Tinto Alcan).
Pendant plusieurs années, la Price Brothers and Company reste le principal employeur de la municipalité. À la suite de plusieurs réductions successives de personnel, le nombre d'employés de l'entreprise diminue fortement jusque dans les années 1990. Cependant, les quelques centaines d'employés restant ont vu leurs emplois consolidés et grâce à leurs efforts, leurs sacrifices et à leur volonté d'assurer le maintien de l'usine dans la municipalité, la compagnie (devenue Abitibi-Price puis Abitibi-Consolidated en 1997) a pu se permettre de moderniser fortement l'usine. Les deux investissements principaux ont eu lieu en 1994 (atelier de pâte thermo-mécanique) et en 2003 (mise à jour de la machine # 14 pour lui permettre de fabriquer le papier Equal OffsetMC au lieu de papier journal). En incluant les diverses autres améliorations, les sommes investies ont totalisé plus de 375 millions de dollars. Ces investissements ont grandement aidé à mettre à jour l'usine Alma, devenue vétuste avec les années. La présence de celle-ci semble désormais garantie à long terme dans la municipalité. La compagnie annonce en 2007 qu'elle s'engage, à la suite de la retraite prochaine de quelques centaines de ses employés, d'embaucher massivement d'ici les prochaines années.

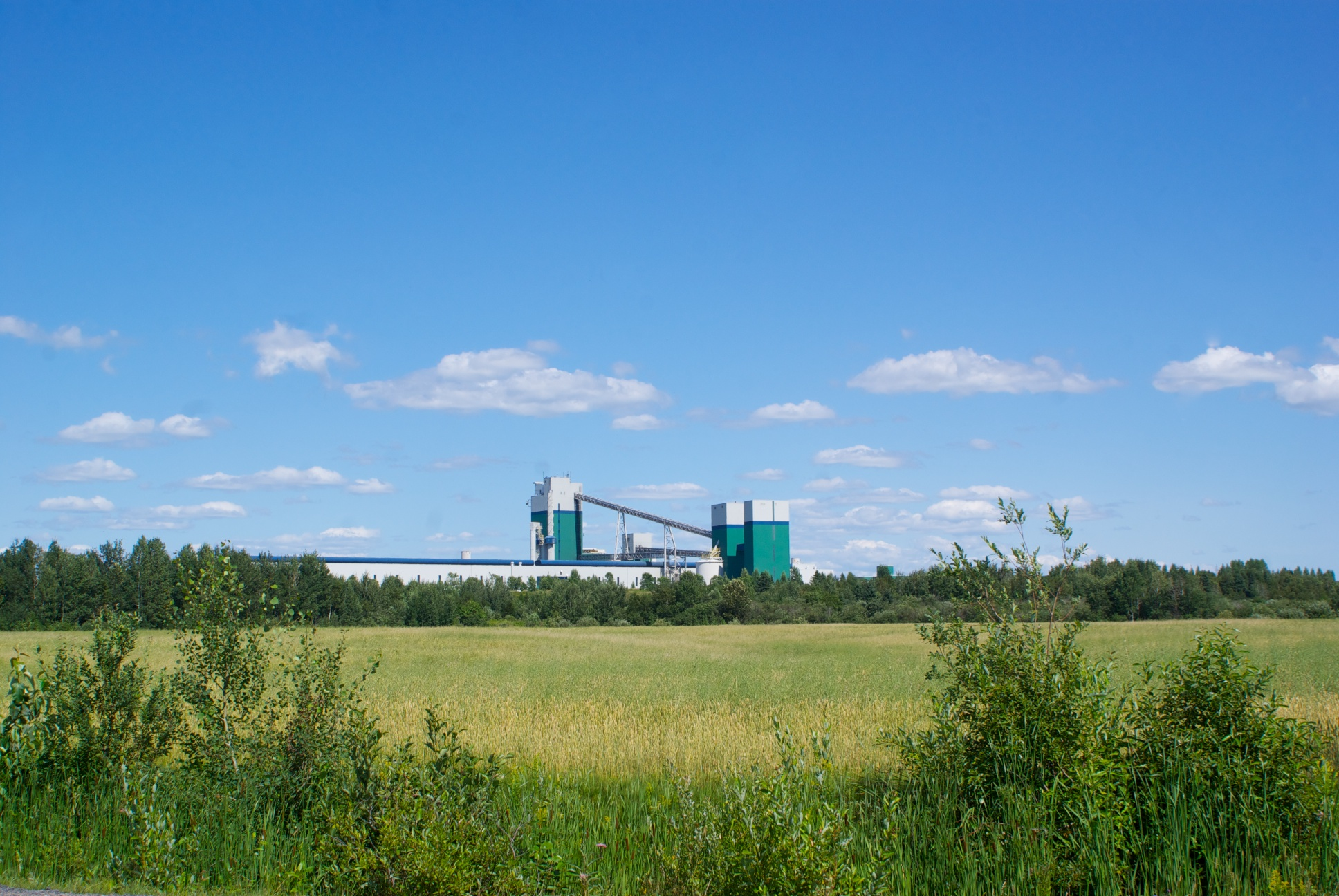
Usine Rio Tinto Alcan.

La première aluminerie Alcan construite pendant le second conflit mondial pour suppléer aux besoins militaires a été remplacée en 2000 par une aluminerie moderne au coût de trois milliards de dollars canadiens (± deux milliards d'euros). Dans la foulée des investissements annoncés par Alcan à la fin de l'année 2006 dans la région et par l'entente sur la convention collective des employés de l'aluminerie Alma tout à la fin de décembre 2006, on procédera d'ici 2010 à l'annonce de la construction de la phase 2 de l'aluminerie Alma, un agrandissement des installations d'une valeur d'au moins 600 millions de dollars canadiens. Cet investissement entraînerait la création d'environ deux-cents emplois.
Malgré tout cela, Alma n'est pas une simple ville industrielle, mais elle est aussi une ville de services institutionnels et commerciaux, c'est le chef-lieu d'une MRC agricole et forestière regroupant plusieurs municipalités regroupant 52 000 habitants. Elle dessert, avec son aéroport, son centre hospitalier, son palais de justice, ses bureaux gouvernementaux et ses commerces, entre autres, toute la population de la MRC. Cependant, les municipalités environnantes sont capitales pour le maintien de son équilibre économique ; elles cohabitent en interdépendance.

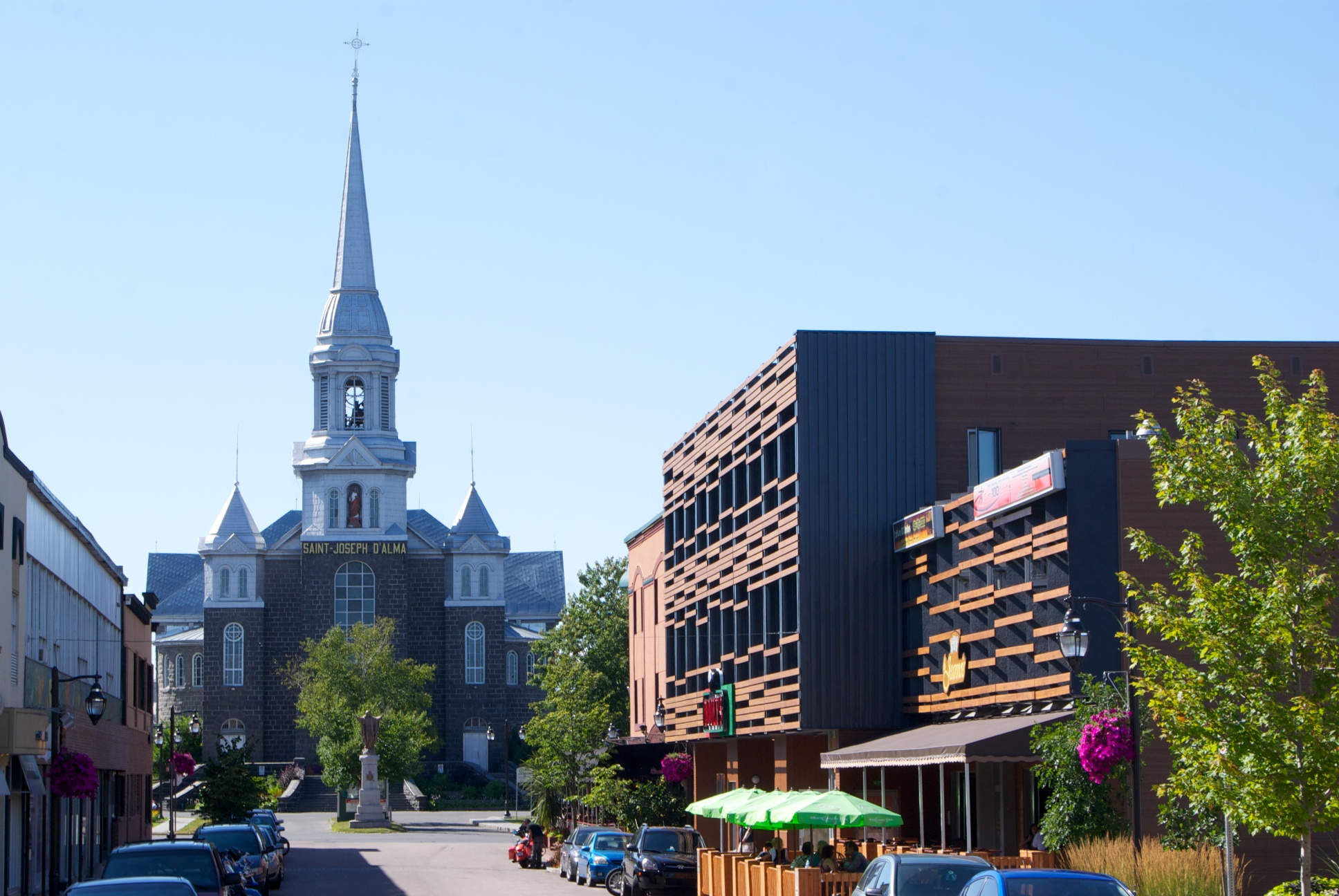
Rue Sacré-Cœur.

## Commerces
La ville d'Alma se compose de quatre principales zones commerciales. Le centre-ville, le centre Alma, le secteur de l'avenue du Pont Sud comprenant les Galeries Lac-Saint-Jean ainsi que la Place St-Luc et finalement la zone pour les commerces à moyennes et grandes surfaces.

### Le centre-ville
La première est son centre-ville qui comporte plusieurs commerces et services professionnels et financiers, la plupart situés dans la Plaza d'Alma, ainsi que quelques restaurants, la majorité des bars de la ville, le cinéma et deux hôtels.

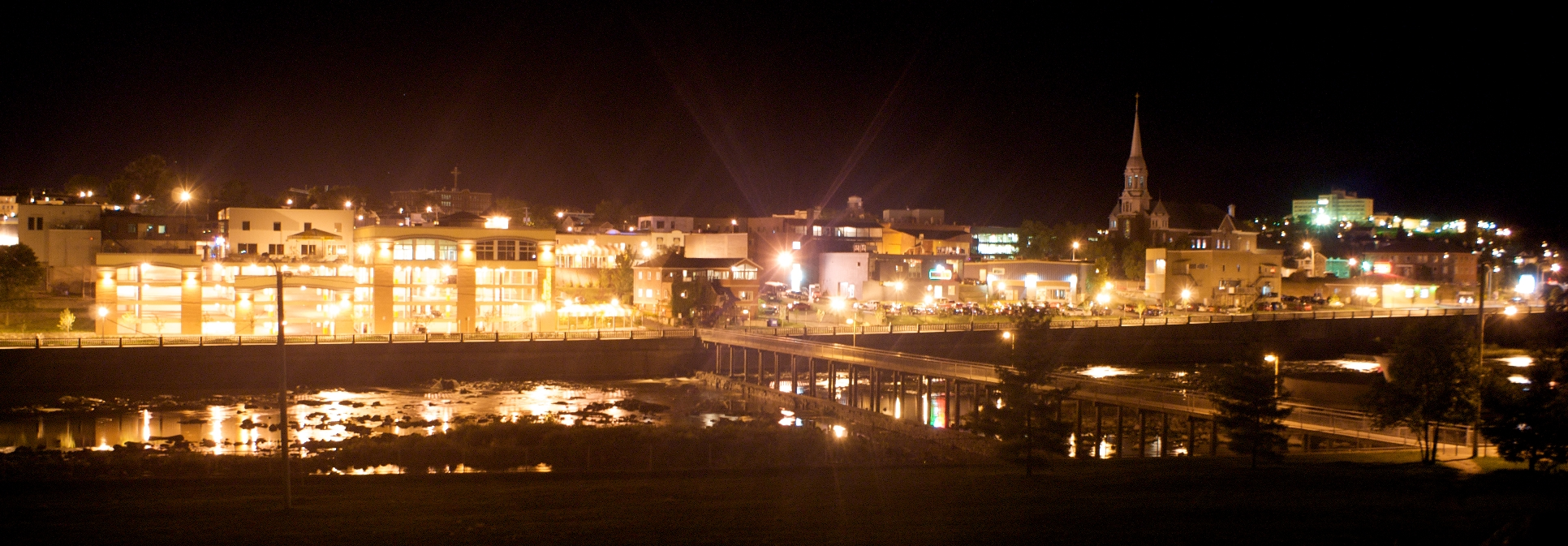
Centre-ville d'Alma, de nuit.

Jusqu'au début des années 2000, le centre-ville semblait décliner en popularité à la suite du départ de plusieurs commerces majeurs et de l'étalement urbain, si bien que les commerçants et fournisseurs de services restants risquaient fort de devoir déménager eux aussi ou à défaut, de fermer leurs portes. Plusieurs solutions ont été proposées et sont ou seront mises en œuvre d'ici quelques années pour redonner vie au centre-ville. Les gens d'affaires, les propriétaires fonciers et les élus municipaux travaillent actuellement de concert pour revitaliser le centre-ville en misant notamment sur la culture, les services professionnels, la rénovation et l'utilisation des édifices et commerciaux vacants à l'aide de subventions gouvernementales et de l'injection de capitaux privés importants. L'ouverture d'une scène publique permanente où sont présentés divers spectacles et la construction d'une place publique, « Les Terrasses des Cascades », abritant un marché public, une ère d'exposition, un café-bar et un organisme faisant la promotion du retour des jeunes en région, devraient être, à court et moyen terme, les principaux moteurs du développement du centre-ville.

### Le Centre Alma
Construit en 1977, le Centre Alma (autrefois, le Carrefour Alma) est le plus grand centre commercial au Lac-Saint-Jean. Il appartient à Sandalwood Management, une société de gestion dont le siège social est situé à Montréal. (L'entreprise  originaire du Texas a fait son entrée dans le marché canadien en 2000.) Le Centre Alma a été inauguré en 1977. Il se compose du mail principal, de ses commerces et boutiques ainsi que de quelques commerces environnants situés sur le même terrain. On retrouve dans le secteur quatre commerces de grande surface. En 2008, le Centre Alma est agrandi pour faire place à des nouveaux commerces et en relocaliser quelques-uns, dont l'épicerie Coop-IGA (relocalisé), Bureau en gros (nouveau commerce). Il s'agit du premier projet d'agrandissement du bâtiment principal du Carrefour depuis la construction de l'espace abritant le magasin Sears au début des années 1990.

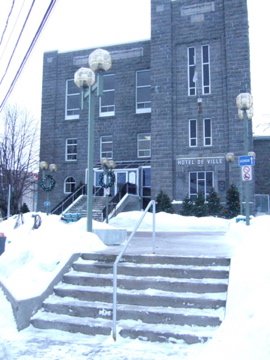
Hôtel de ville d'Alma

### Avenue du Pont Sud
L'Avenue du Pont (route 169) est la principale artère commerciale de la ville. Elle la traverse d'ailleurs en entier selon un axe nord-sud. On y retrouve sur son long ou non loin plusieurs commerces, restaurants, pharmacies, concessionnaires automobiles ainsi que deux centre commerciaux de plus petite envergure.

### Zone commerciale à moyennes et grandes surfaces
La dernière zone est occupée actuellement par quelques commerces à grandes surfaces, d'origine américaine et canadienne.

## Politique

### Conseil municipal
| Mandat    | Fonction      | Nom               | District électoral           |
| --------- | ------------- | ----------------- | ---------------------------- |
| 2021-2025 | Mairesse      | Sylvie Beaumont   |                              |
| 2021-2025 | Conseiller #1 | Yves Gilbert      | Delisle–Saint-Coeur-de-Marie |
| 2021-2025 | Conseiller #2 | Louis Leclerc     | Isle-Maligne–Albert-Naud     |
| 2021-2025 | Conseiller #3 | François Carrier  | Melançon                     |
| 2021-2025 | Conseiller #4 | Frédéric Tremblay | Damase-Boulanger             |
| 2021-2025 | Conseiller #5 | Véronique Fortin  | Saint-Pierre                 |
| 2021-2025 | Conseiller #6 | Bianca Villeneuve | Champagnat                   |
| 2021-2025 | Conseiller #7 | Audrée Villeneuve | Scott                        |
| 2021-2025 | Conseiller #8 | Alain Fortin      | Signay–Labarre               |

### Maires de ville d'Alma au fil des années
| Alma Maires depuis 2003                                                                                              |                 |         |          |
| Élection | Maire           | Qualité | Résultat |
| 2003 | Gérald Scullion |         | Voir     |
| 2005 | Gérald Scullion | Voir    |          |
| 2009 | Marc Asselin    |         | Voir     |
| 2013 | Marc Asselin    | Voir    |          |
| 2017 | Marc Asselin    | Voir    |          |
| 2021 | Sylvie Beaumont |         | Voir     |
| Élection partielle en italique Depuis 2005, les élections sont simultanées dans toutes les municipalités québécoises |                 |         |          |

### Politique provinciale
Au niveau provincial, la ville d'Alma fait partie de la circonscription de Lac-Saint-Jean.

### Politique fédérale
Depuis 2015, la ville d'Alma fait partie de la circonscription électorale de Lac-Saint-Jean

## Sport

### Infrastructures
Le Centre Mario-Tremblay (CMT), inauguré en 1972 (anciennement le CREPS) est un centre multi-disciplinaire très fréquenté, où l'on retrouve 2 patinoires (une petite et une grande), des gymnases, des salles de réunions, un dojo, une piscine intérieure et un centre de conditionnement physique. En 2008, le maire Gérald Scullion annonce que le CMT sera modernisé avec l'investissement de 17 millions de dollars .
Derrière le CMT, se trouvent les Plaines-Vertes, sur lesquelles sont situées des courts de tennis, des terrains de soccer et de volley-ball de plage, une piste d'athlétisme, une piste cyclable ovale et un terrain de football. À la mi-juillet, les Plaines-Vertes accueillaient les feux d'artifice qui mettent fin aux activités de Festirame. Depuis quelques années les feux d'artifice en question ont maintenant lieux au Parc Falaise près du centre-ville d'Alma.

### Événements
- Jeux du Québec : été 1999 et hiver 2017.
- Championnats canadien de gymnastique et de trampoline, 1980
- Festirame - Compétition de chaloupes à rame et spectacles extérieurs
- Expo Commerce et Habitation de la Chambre de commerce et d'industrie Lac-Saint-Jean-Est (abandonnée en 2012)
- Expo Nature Lac-Saint-Jean de la Chambre de commerce et d'industrie Lac-Saint-Jean-Est
- Gala des Lauréats de la Chambre de commerce et d'industrie Lac-Saint-Jean-Est (novembre)
- Hôte de la première compétition d'Aviron de mer en Amérique du Nord en 2011.
- Tournoi provincial Midget d'Alma
- Ville hôtesse du colloque Les Arts et la Ville en juin 2014.

### Équipe(s) sportive(s)
- Les Jeannois du Collège d'Alma (badminton collégial)

- Les Jeannois du Collège d'Alma (football collégial)

- Les Jeannois du Collège d'Alma (hockey collégial)
- Les Jeannois du Collège d'Alma (soccer collégial)
- L'académie de basketball sénior et junior 2012 - 2015 (Alma Academy)

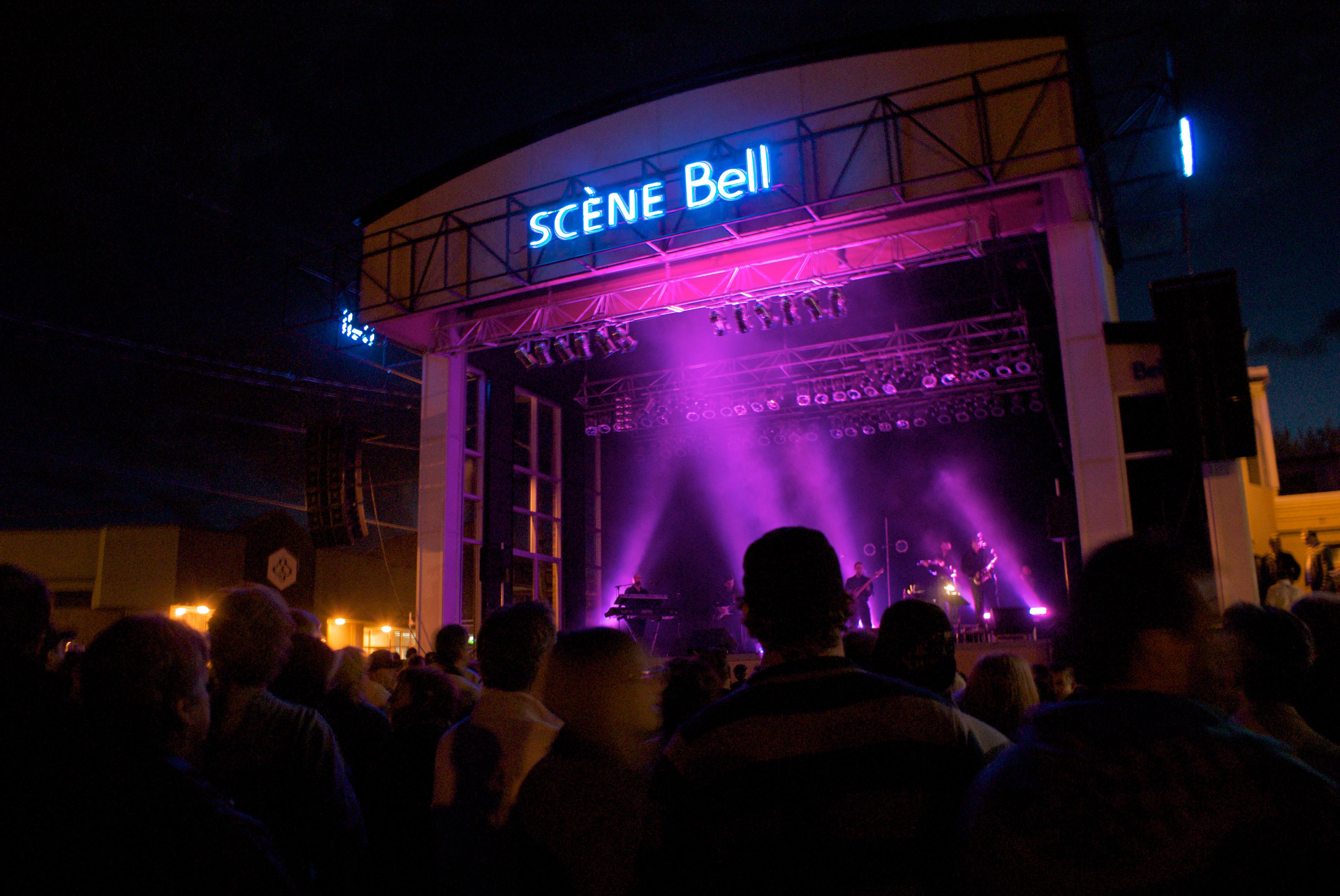
Spectacle sur la scène Bell.

## Médias

### Presse écrite
- Le Lac St-Jean (Hebdomadaire)

### Radio
CFGT Planète 104,5 (anciennement 1270 AM). Format : adulte contemporain avec émission du matin et du retour au contenu parlé, entièrement axées sur Alma et la MRC Lac-St-Jean-Est.

### Web
- Le Bulletin Régional  (journal web mis à jour quotidiennement)

### Télévision
- CogecoTV, canal communautaire

## Culture

### Bibliothèques
- Bibliothèque d'Alma (500, rue Collard O)
- Bibliothèque de Delisle (221, rue des Bruyères)
- Bibliothèque de Saint-Cœur-de-Marie (5791, avenue du Pont Nord)

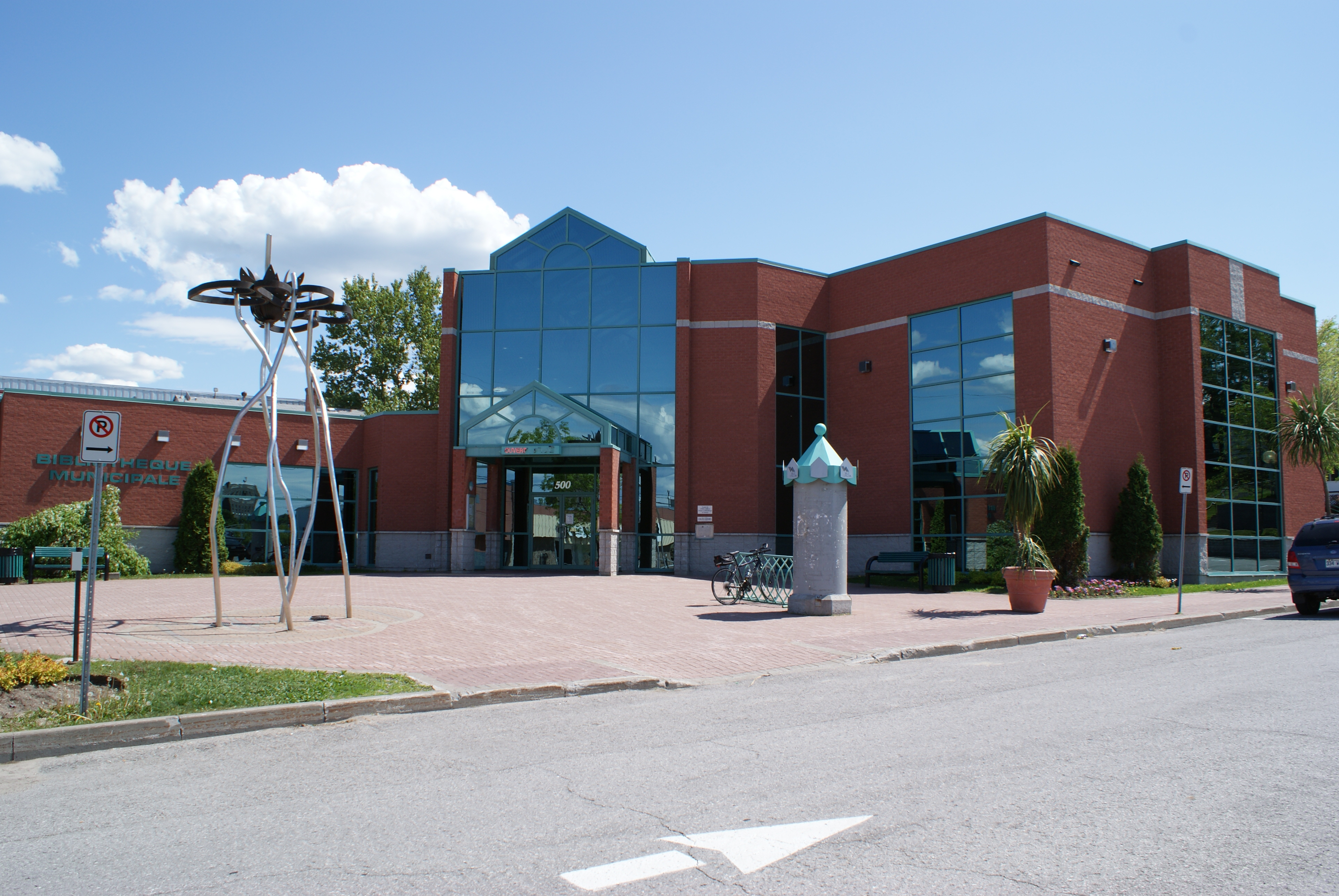
Bibliothèque municipale.

### Salles de spectacles
- Salle Michel-Côté
- Salle la Tourelle du Collège d'Alma
- La Boîte à Bleuets

### Scènes extérieures
- Place Festivalma
- Scène Cogeco
- Place du Belvédère

### Organismes
- Langage Plus
- Centre Sagamie
- IQ L'Atelier
- Centre de Solidarité Internationale du Saguenay-Lac-Saint-Jean
- Le Renfort
- La maison des familles La Cigogne
- Tandem
- Hébergement La Passerelle
- Centre d'action bénévole du Lac-St-Jean

### Société d'histoire du Lac-Saint-Jean
La Société d’histoire du Lac-Saint-Jean a pour mission de mettre en valeur le patrimoine et le territoire par l’intégration de la muséologie, de l’archivistique et du patrimoine bâti, dans une perspective d’apprentissage collectif.
Trois services sont offerts :

#### Service d’aide-conseil en rénovation patrimoniale
Depuis 1996, le Service d’aide-conseil en rénovation patrimoniale (SARP) accompagne les collectivités rurales et urbaines afin de mettre en valeur les bâtiments patrimoniaux, contemporains et les territoires. De plus, le service conseille les propriétaires du Québec afin de les aider à effectuer leurs travaux de rénovation pour l’extérieur de leur maison ou leur façade commerciale de bâtiment en valorisant leurs styles architecturaux.

#### Le Service d’archives et de généalogie
Le Service d’archives et de généalogie (agréé par Bibliothèque et Archives nationales du Québec) a pour mandat d’acquérir, de traiter, de conserver et de mettre en valeur les archives liées à l’histoire régionale.

#### L'Odyssée des Bâtisseurs
L’Odyssée des Bâtisseurs est le service muséal et touristique de la Société d’histoire du Lac-Saint-Jean. La thématique de l’eau a guidé la présentation de l’exposition permanente du musée car cette ressource omniprésente sur le territoire a favorisé le développement de la région et particulièrement la municipalité d’Alma tant géographiquement qu’industriellement. En 2005, Interaction Qui affirme ce trait identitaire en implantant le Tacon Site des Routes d’eau dans le cadre de la Grande Marche des Tacons-Sites. L’action performative qui accompagne cet événement évoque l’arrivée au Lac-Saint-Jean du curé Nicolas-Tolentin Hébert et ses colons originaires de Kamouraska sur un radeau arborant 60 voiles. Ils ont emprunté les routes d’eau patrimoniales utilisées depuis des millénaires par les Premières Nations pour fonder Hébertville, le premier village du Lac-Saint-Jean en 1849. Considérant ce fait historique, la communauté d’Alma est dépositaire du marqueur identitaire fondé sur la reconnaissance du rôle joué par nos rivières dans le développement de notre territoire.

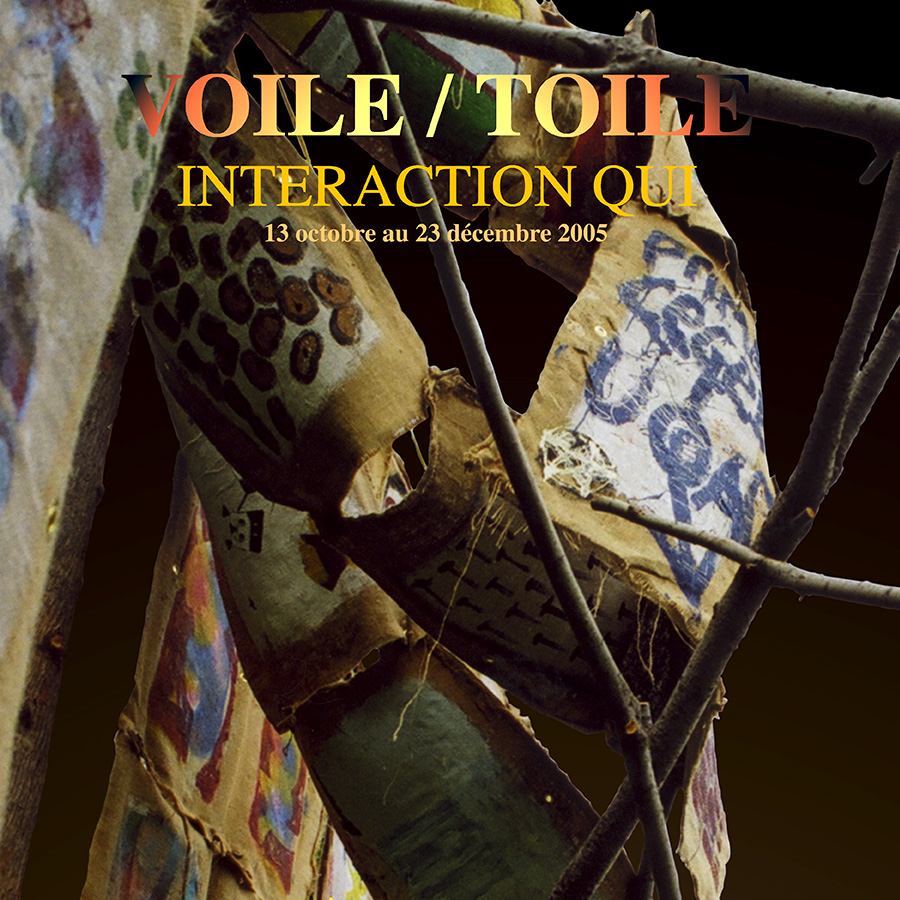
Exposition Voile/Toile Société d'histoire du Lac-Saint-Jean 2005
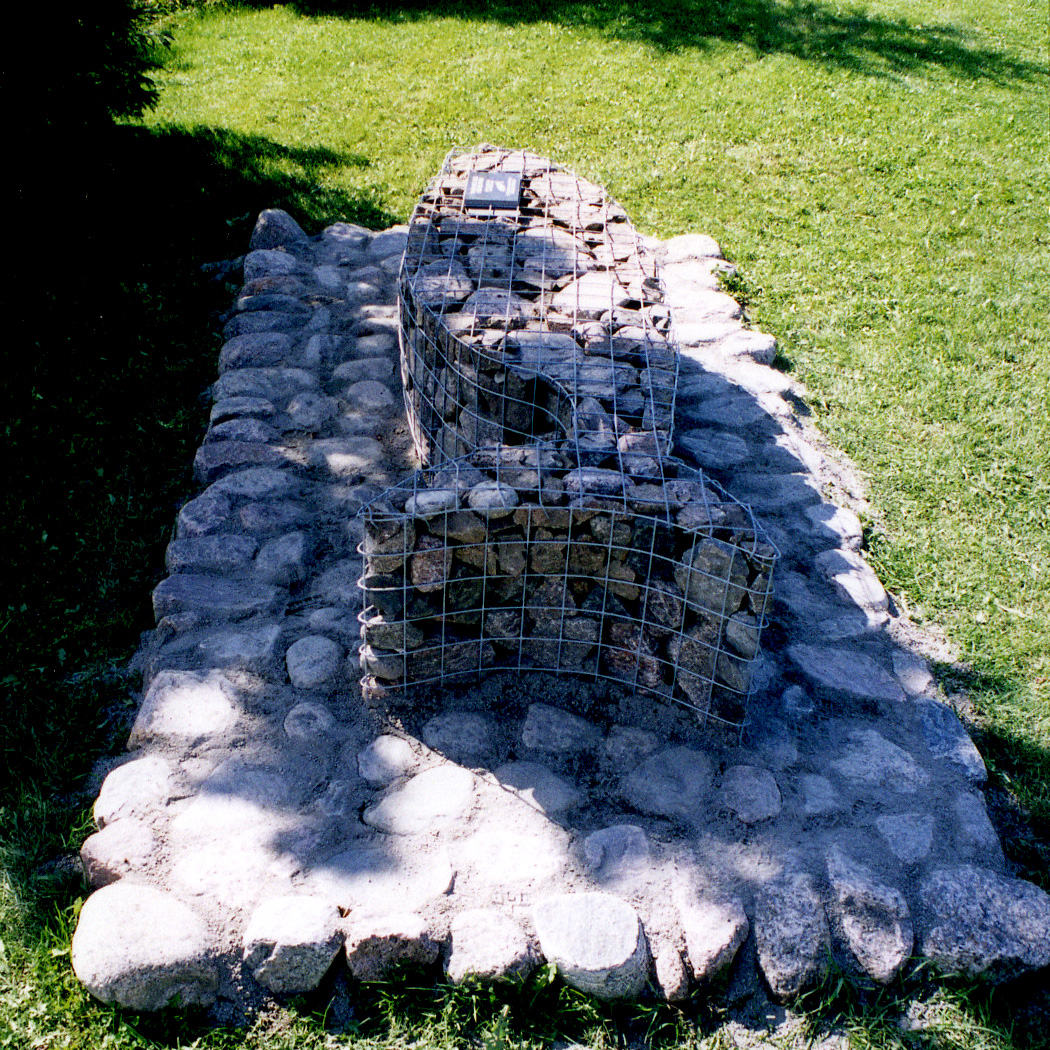
Tacons-Sites des Routes d'Eau 2005
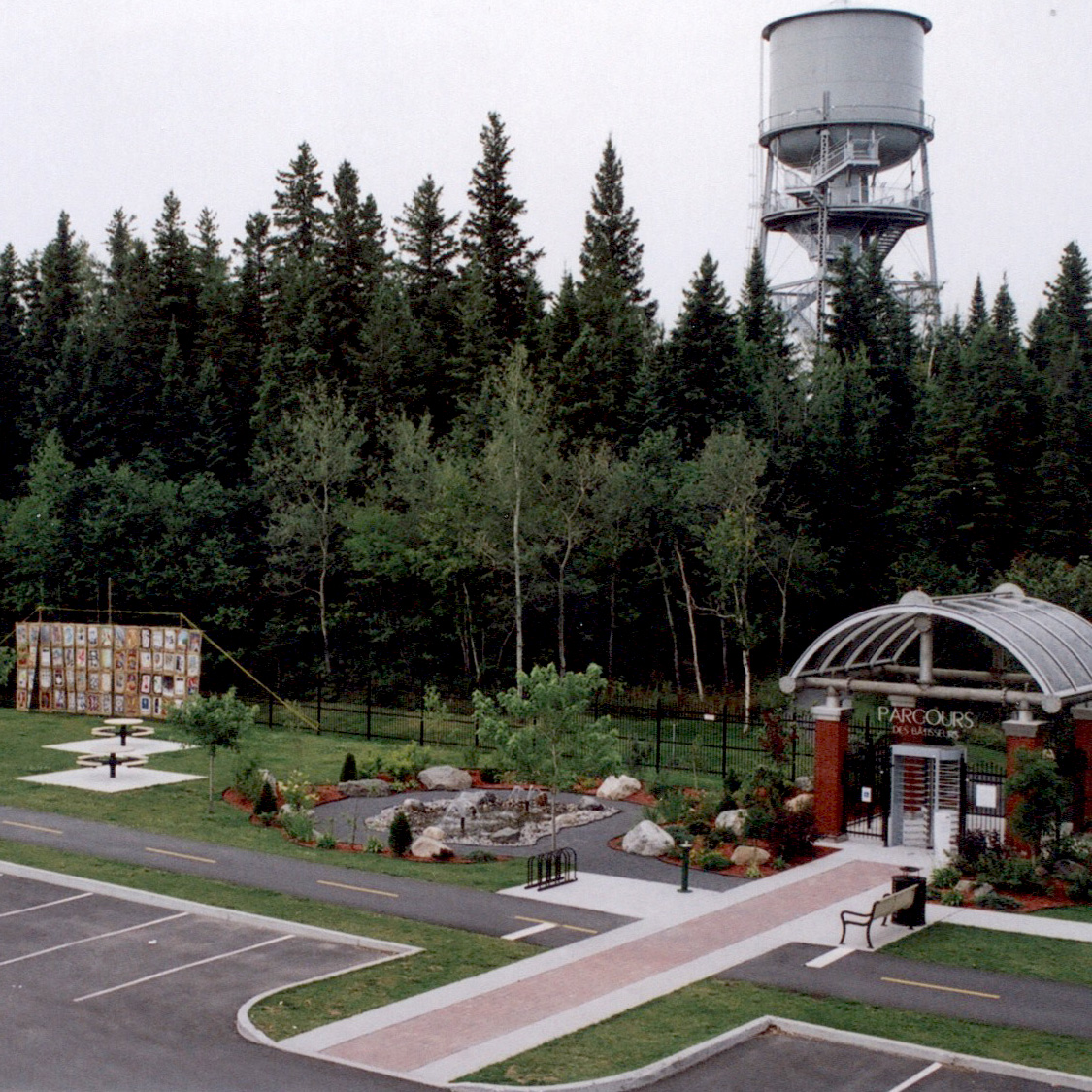
Action performative Voile/Toile Odyssée des Bâtisseurs 2005

### Personnalités almatoises connues
- Carl Bernier, animateur radio (Radio-Canada)
- Doris Larouche, animatrice radio (Radio-Canada)
- André Bouchard, président BPDL[16] et Lieutenant-Colonel Honoraire du Régiment du Saguenay
- Michel Marc Bouchard, dramaturge et scénariste, né à Saint-Cœur de Marie, Québec
- Lucien Bouchard, 27e premier ministre du Québec
- Michel Barette, humoriste et comédien (Il est né à Chicoutimi, mais a grandi à Alma)
- Guy Cloutier, producteur et gérant d'artiste
- Michel Côté, comédien
- Marcel Gauthier, comédien et humoriste
- Pierre Lapointe, auteur-compositeur-interprète
- Marie-Lise Pilote, humoriste
- Mario Tremblay, ancien joueur et entraîneur des Canadiens de Montréal
- Yves Bolduc, ancien Ministre de l'Éducation, du Loisir et du Sport et ministre de l'Enseignement supérieur, de la Recherche et des Sciences du Québec. (Parti libéral du Québec)
- Errol Duchaine, journaliste, animateur de La semaine verte (Radio-Canada)
- Roger Lemay, journaliste télé (Radio-Canada)
- Michel Harvey, ancien joueur des Nordiques de Québec dans l'Association mondiale de hockey
- Joël Martel, personnalité québécoise du web et chroniqueur au journal Le Quotidien
- Guillaume Desbiens, joueur de hockey dans la LNH
- François Lachance, auteur-compositeur-interprète, a lancé son premier album J'suis là en novembre 2013 et a fait partie de l'édition 2012 de l'émission Star Académie
- Jacques Brassard, Député de Lac-Saint-Jean, Parti québécois, 1976-2002.
- Interaction Qui, duo d'artistes Alain Laroche et Jocelyn Maltais
- Charles Hudon, hockeyeur sur glace canadien
- Léandre Bouchard, vététiste canadien de cross-country

### Institutions scolaires
| École                                  | Grade         | Localisation                   | Nombre d'étudiants                                     |
| Albert-Naud                            | Primaire      | 151, rue Saint-Sacrement Est   | 189                                                    |
| Maria                                  | Primaire      | 5852, avenue des Pélicans      | 223                                                    |
| Notre-Dame                             | Primaire      | 1631, rue Hamilton Nord        | 237                                                    |
| Saint-Joseph                           | Primaire      | 355, avenue des Étudiants      | 585                                                    |
| Saint-Julien                           | Primaire      | 1971, rue Saint-Jean           | 213                                                    |
| Saint-Pierre                           | Primaire      | 151, boulevard Potvin Sud      | 504                                                    |
| Saint-Sacrement                        | Primaire      | 455, rue Sainte-Thérèse Ouest  | 288                                                    |
|                                        |               |                                |                                                        |
| Camille-Lavoie                         | Secondaire    | 500, avenue des Métiers Sud    | 741                                                    |
| Jean-Gauthier                          | Secondaire    | 441, rue Joseph-W.-Fleury      | 505                                                    |
| Pavillon Wilbrod-Dufour                | Secondaire    | 850, avenue Bégin Sud          | 974                                                    |
|                                        |               |                                |                                                        |
| Collège d'Alma                         | Collégiale    | 675, boulevard Auger Ouest     | 1 000 (formation régulière) - 400 (formation continue) |
|                                        |               |                                |                                                        |
| Centre d'étude universitaire de l'UQAC | Universitaire | 675, boulevard Auger Ouest     |                                                        |
|                                        |               |                                |                                                        |
| Pavillon Auger                         | CFP           | 1550, boulevard Auger Ouest    |                                                        |
| Pavillon Bégin                         | CFP           | 850, avenue Bégin Sud          |                                                        |
| Pavillon de la santé Marie-Hélène-Côté | CFP           | 685, rue Gauthier Ouest        |                                                        |
|                                        |               |                                |                                                        |
| Pavillon Damase-Boulanger              | CFGA          | 740, rue Bergeron Ouest        |                                                        |
| Pavillon de formation en employabilité | CFGA          | 775, boulevard Saint-Luc Ouest |                                                        |
| Pavillon Goyer                         | CFGA          | 445, rue Melançon Ouest        |                                                        |

## Tourisme

### Parcs touristiques
Parc Damase-Boulanger

Localisation:48° 33′ 20″ N, 71° 39′ 19″ O
 
Av. Simard, Alma, QC G8B 1J6
Parc l’Odyssée des Bâtisseurs

Localisation:48° 34′ 54″ N, 71° 37′ 53″ O

1671 Avenue du Pont N, Alma, QC G8B 5G2
Parc de la Pointe-des-Américains

Localisation:48° 33′ 03″ N, 71° 37′ 52″ O
 
Rue Belvédère, Alma, QC G8B 5X9
Parc Falaise

Localisation:48° 33′ 04″ N, 71° 38′ 39″ O
 
300 Rue Levasseur, Alma, QC G8B 2C9
Parc des Générations

Localisation:48° 33′ 03″ N, 71° 39′ 21″ O
 
Bd des Cascades, Alma, QC G8B

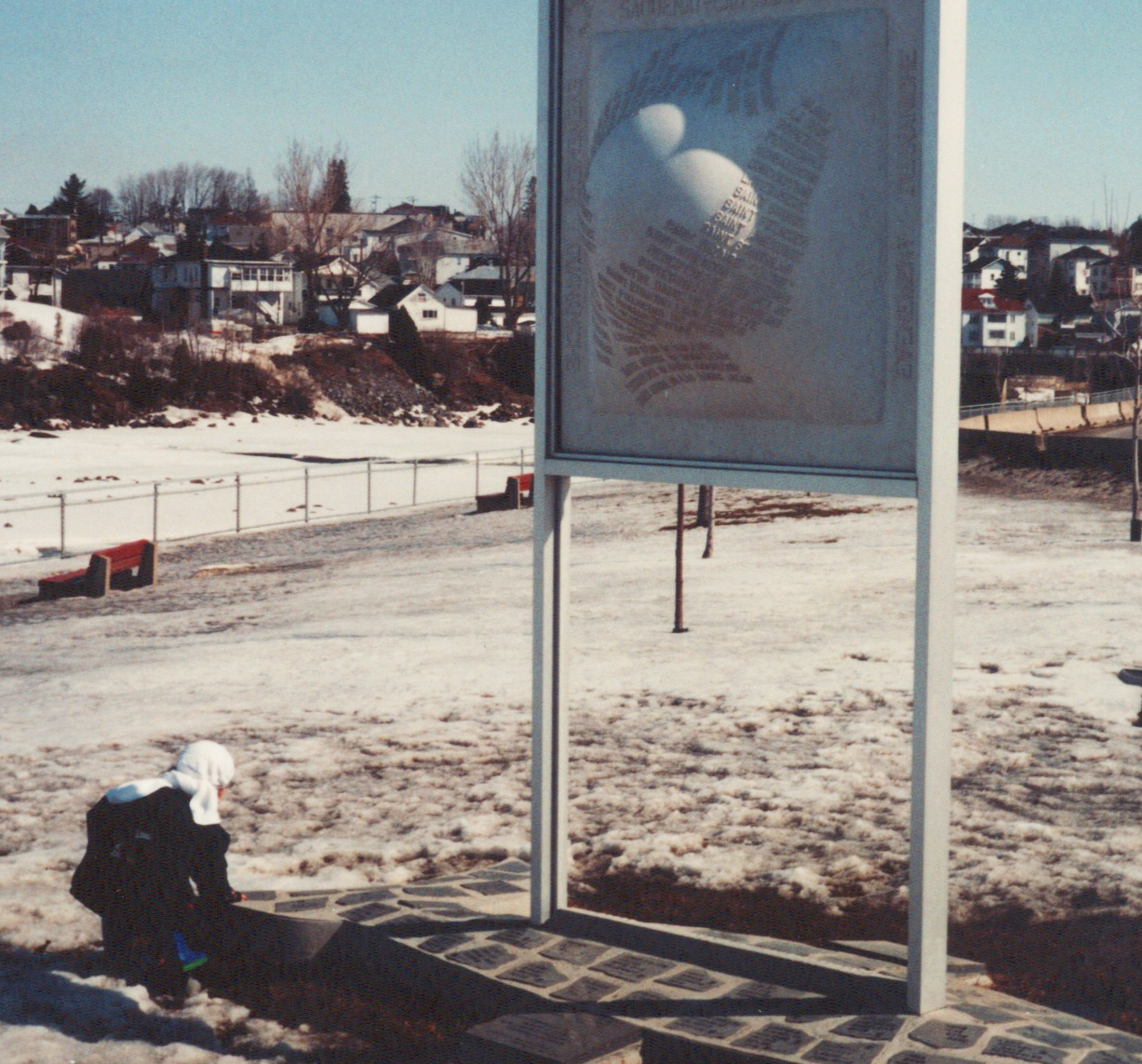
Cœur de lumière sur le Tacon Commémoratif d'Alma à l'équinoxe du printemps

Le parc des Cascades a pris le nom de parc des Générations lors des célébrations du 25e anniversaire  de Festivalma et de la fête du Saguenay—Lac-Saint-Jean le 11 juin 1998. Pour cette occasion, l’organisme Interaction Qui a implanté un Tacon Commémoratif rendant hommage aux familles almatoises d’hier, d’aujourd’hui et de demain. 254 familles ont participé à la création de ce monument. Un phénomène particulier se déroule à l’équinoxe du printemps pendant soixante minutes. Sur le Tacon Mère, par un subtil jeu d’ombre et de lumière, se trace un cœur de lumière à partir de 11h00.

### Sites et attraits touristiques
- L'Odyssée des bâtisseurs
- La Véloroute des bleuets
- La Dam-en-terre

### Festivals et autres événements
- Festirame
- Festival des bières d'Alma
- Célébration de la Fête nationale
- Célébration de la Fête du Canada
- La FLASHE Fête, par IQ L'Atelier

- Place des Jeunes

- La Randonnée Hydro-Québec

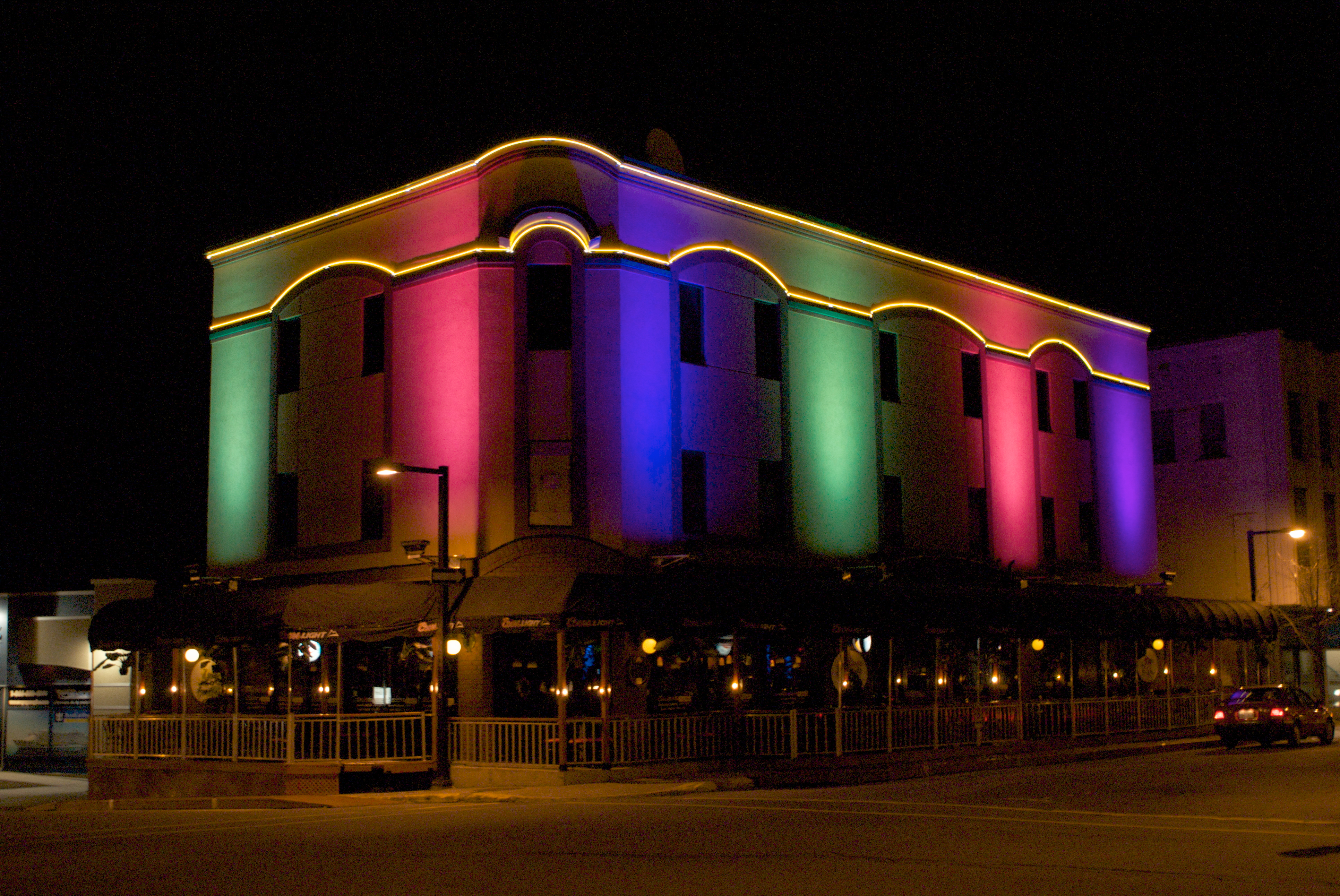
Bar au centre-ville.

- Festival Tam Tam Macadam, par l'organisme Monde & Macadam
- Festival d’humour d’Alma

#### Anciennement
- Drôle de week-end
- Festidrag
- FIA : Festival de l'Internet d'Alma, par IQ L'Atelier
- Festival de Musique d'Alma (FMA)
- Fêtes gourmandes du Saguenay-Lac-Saint-Jean
- Rassemblement du Patrimoine motorisé
- Rock Fest
- Sacré Blues

## Jumelage
- Falaise (France) depuis 1969

## Galerie d'images

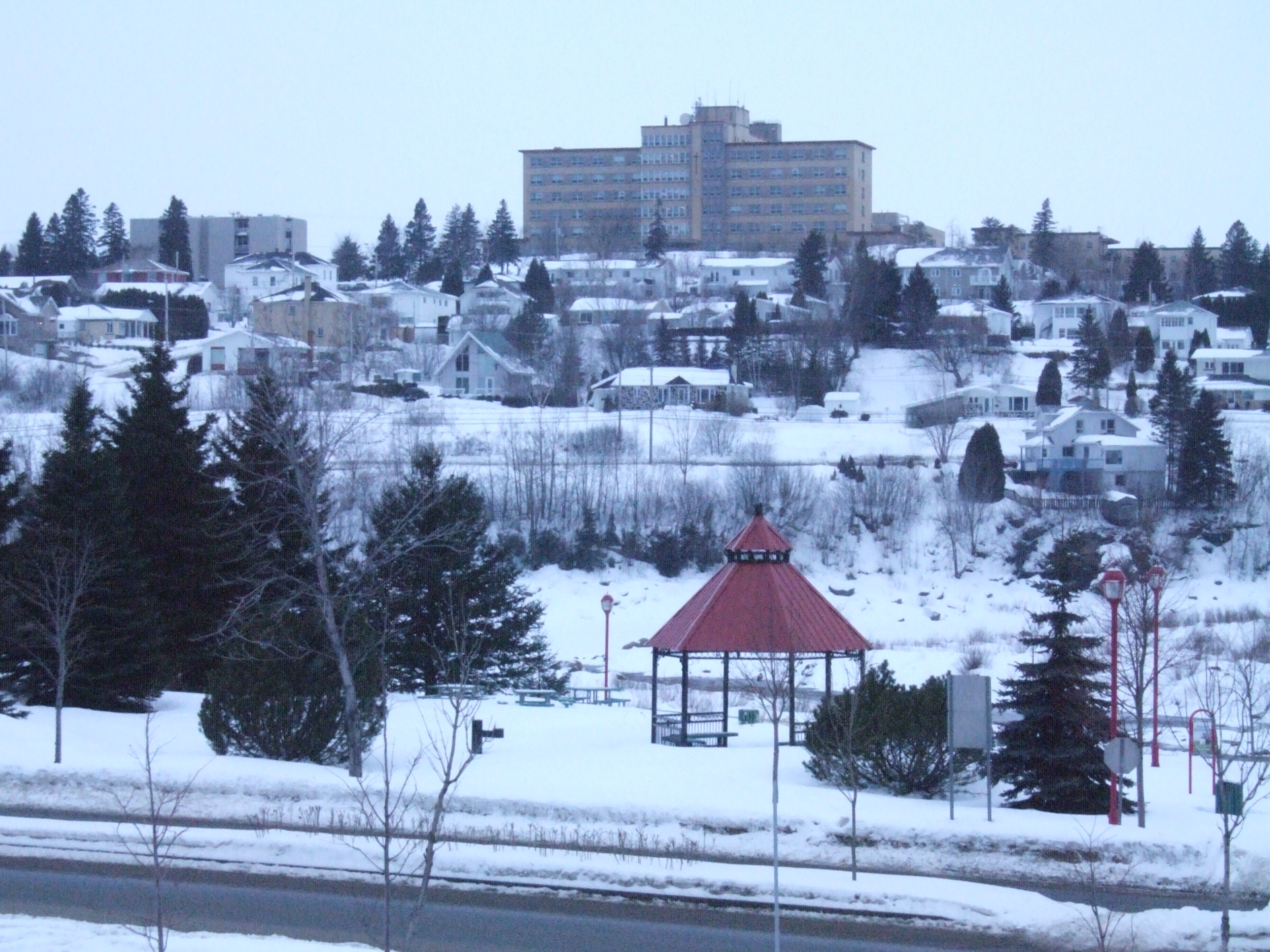
Quartier de l'hôpital
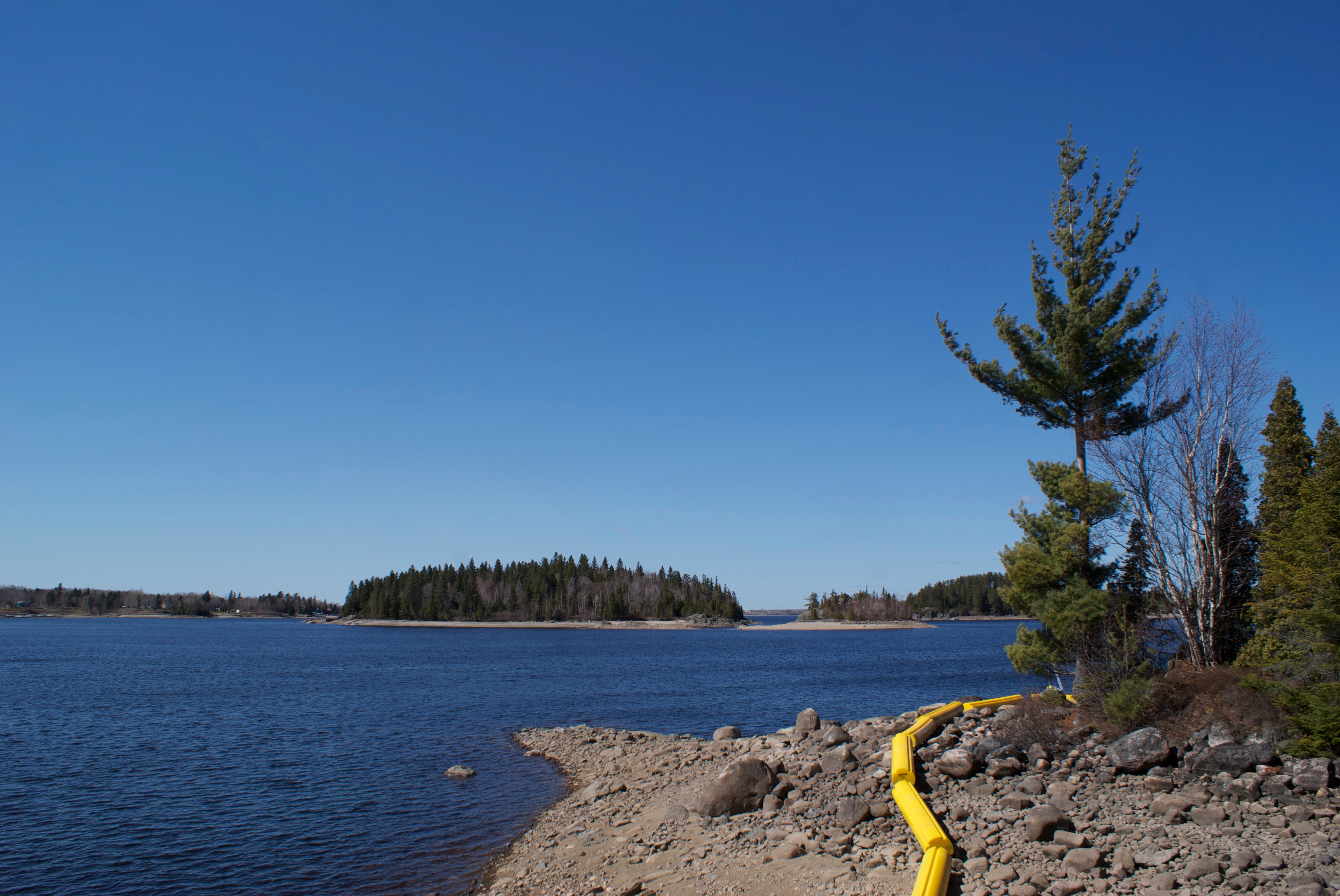
Vue sur la rivière Grande-Décharge
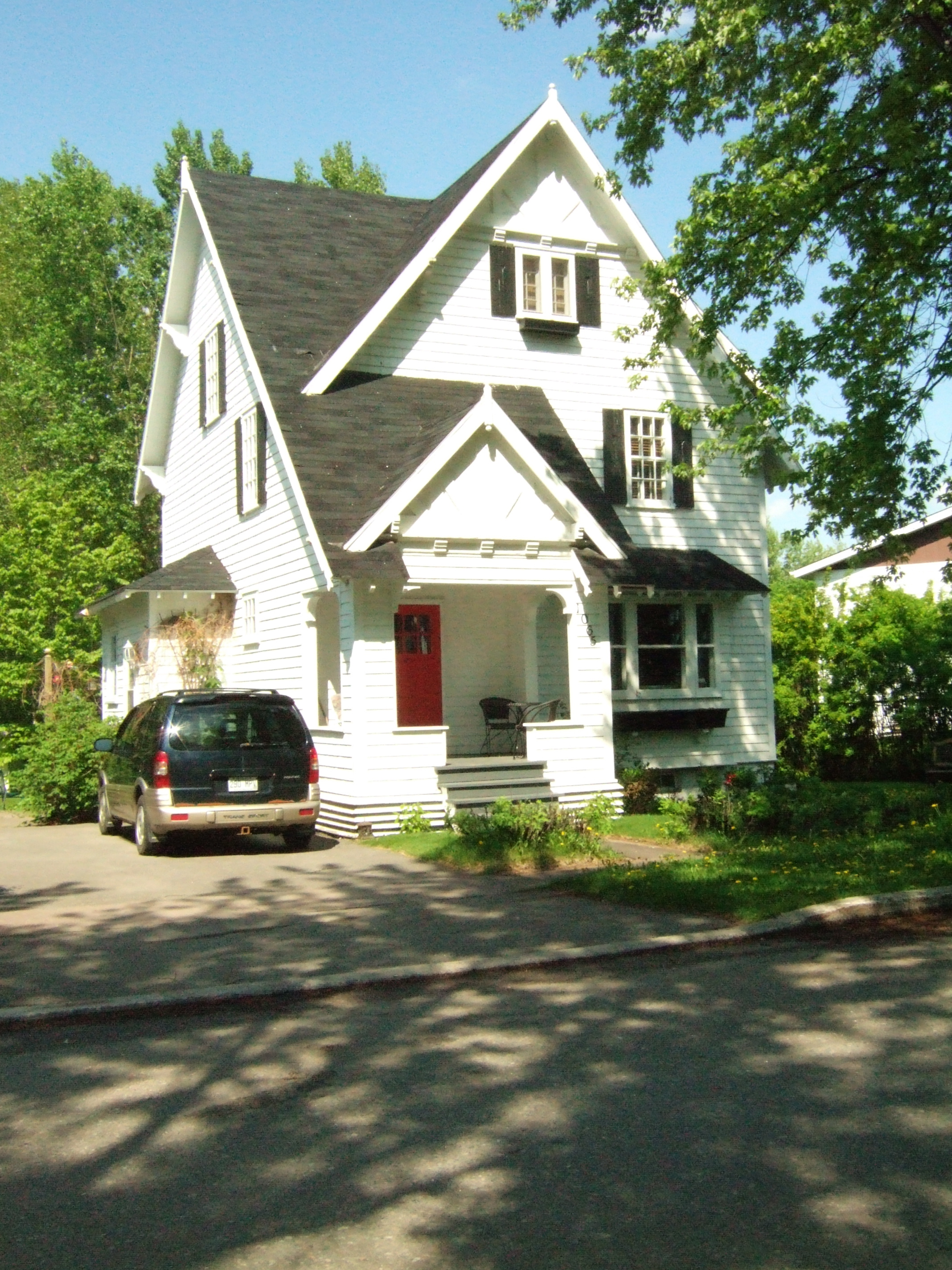
Maison patrimoniale dans le quartier Riverbend
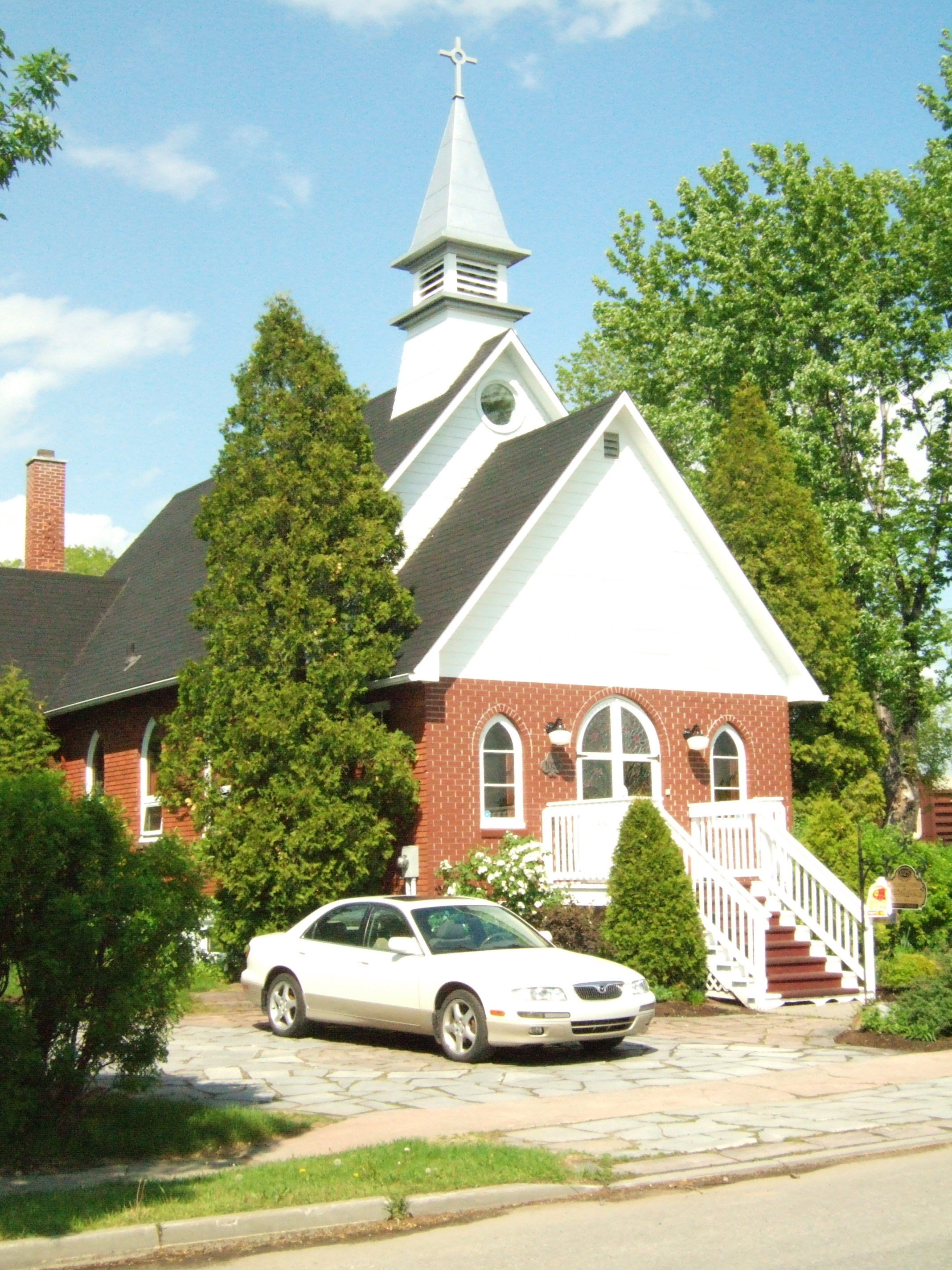
Vieille église protestante de Riverbend
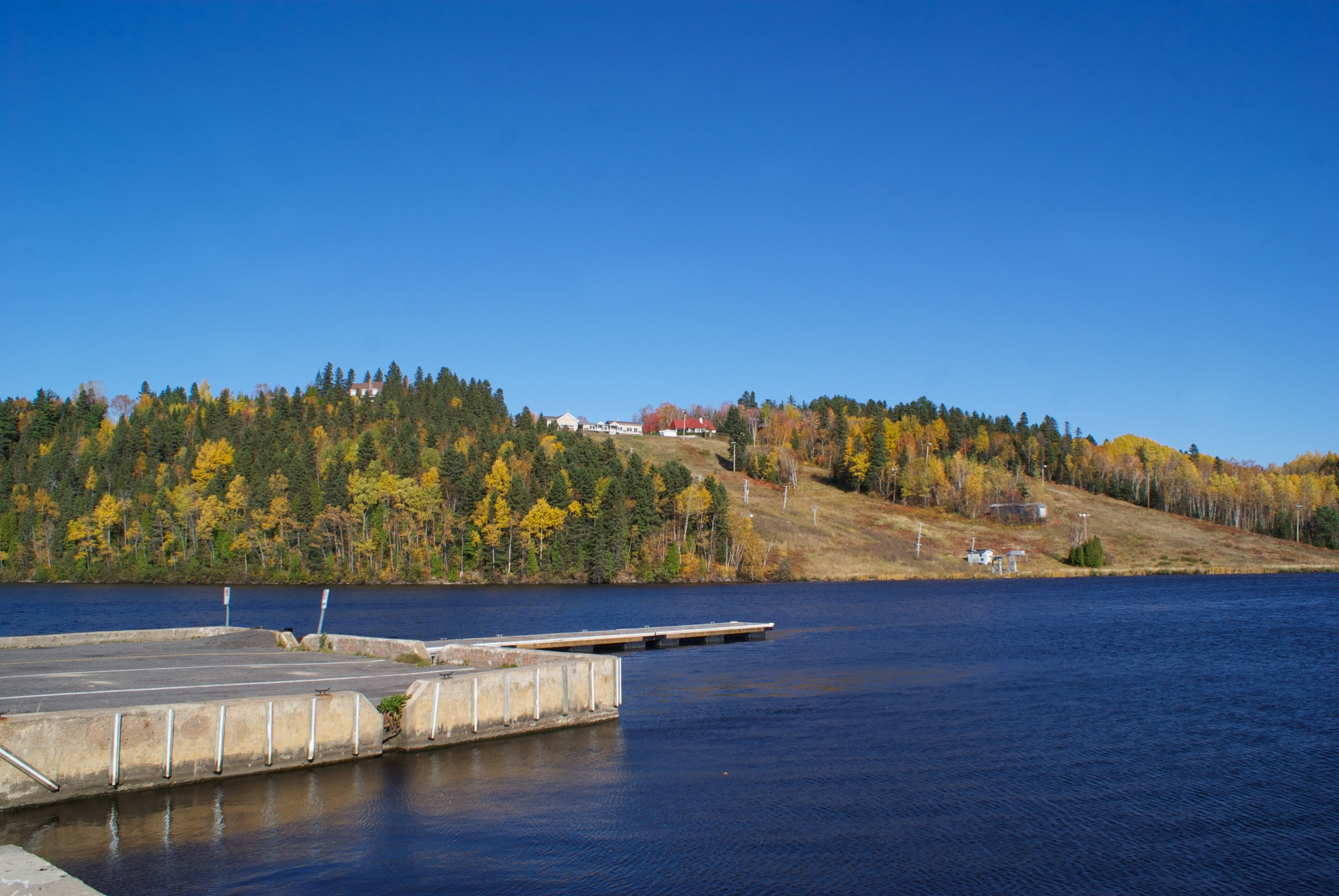
Rivière Petite-Décharge, dans le secteur du Mont Villa-Saguenay
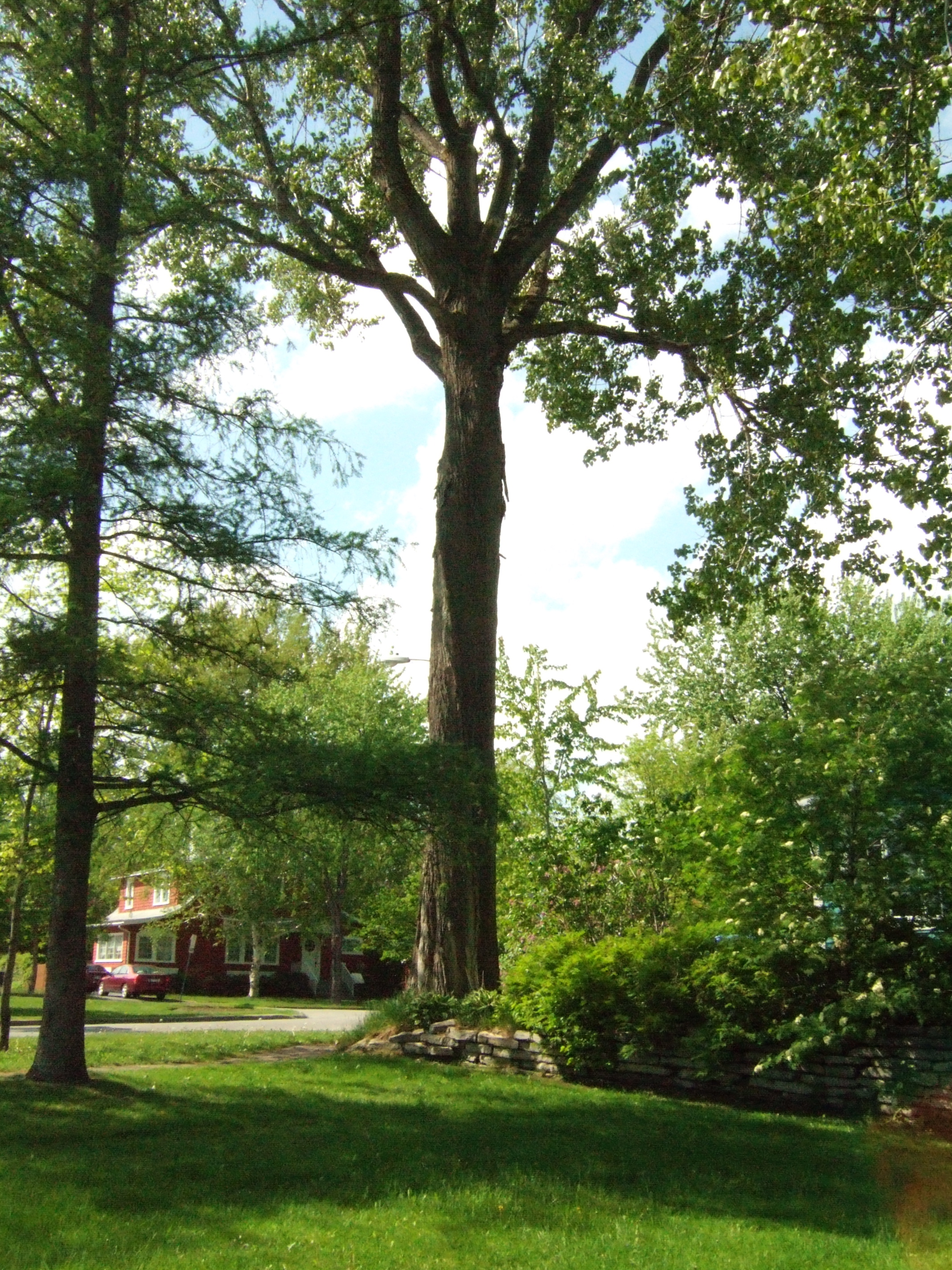
Gros arbre dans un parc de Riverbend
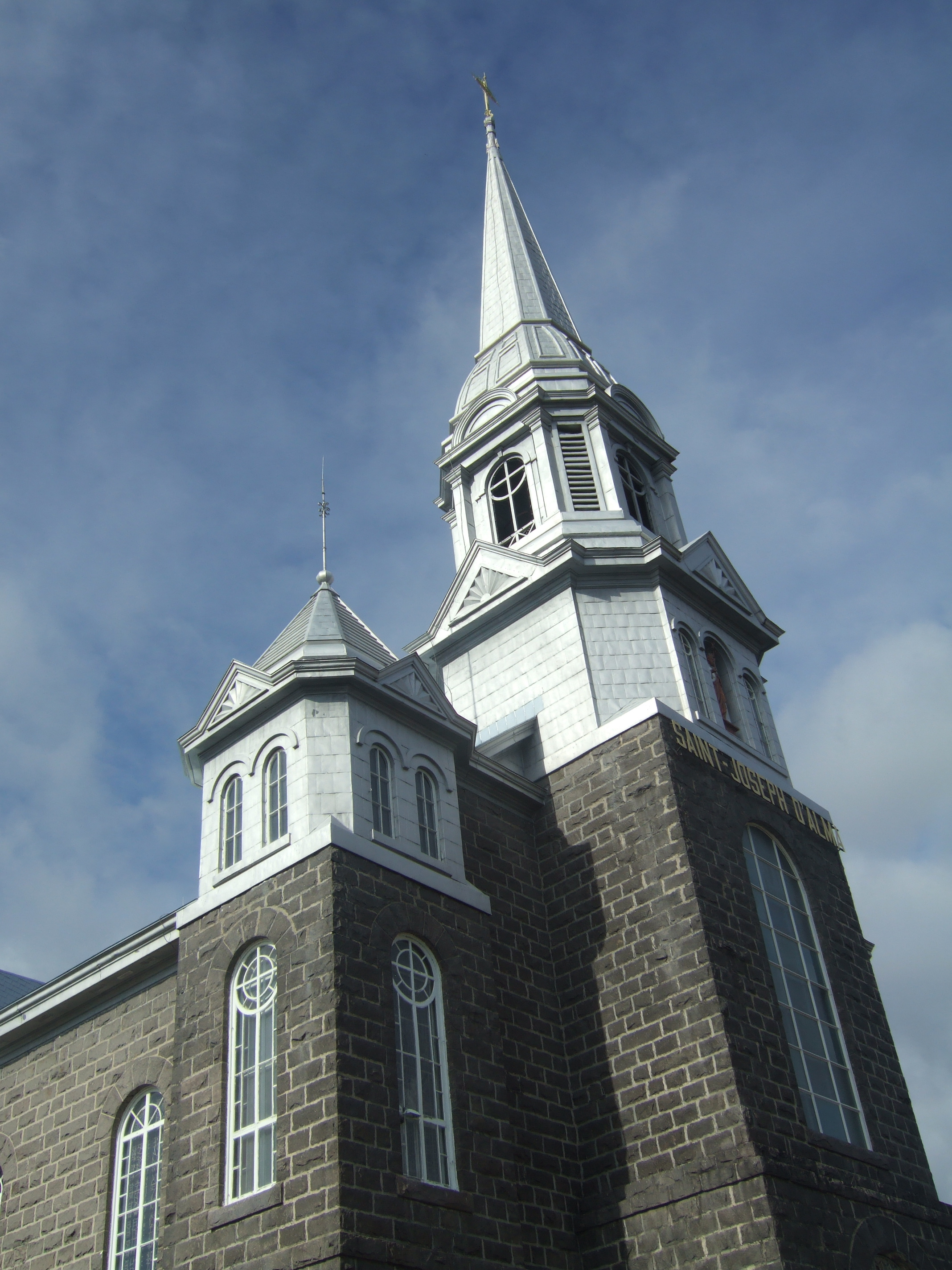
Église St-Joseph
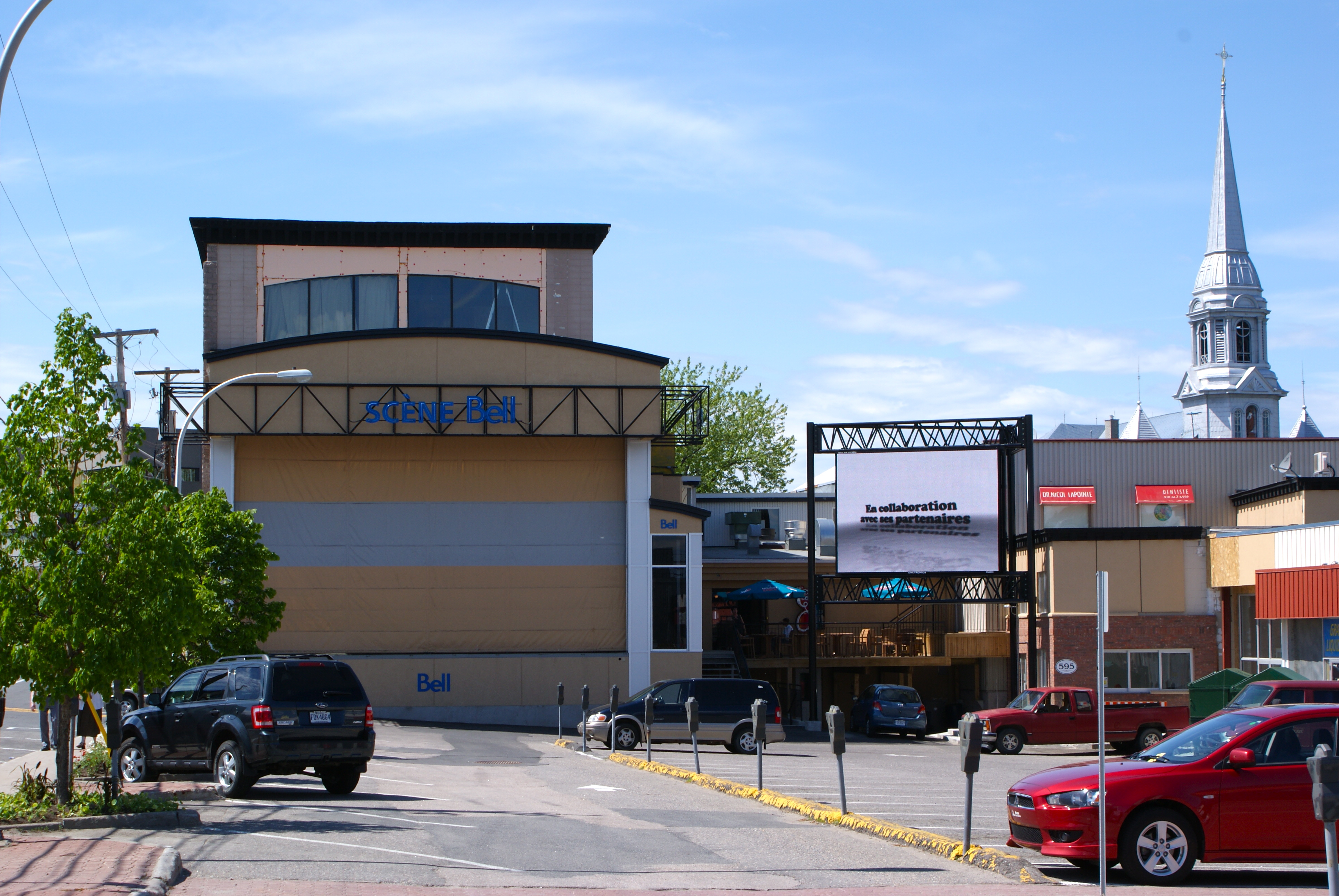
Scène publique sur la rue Collard
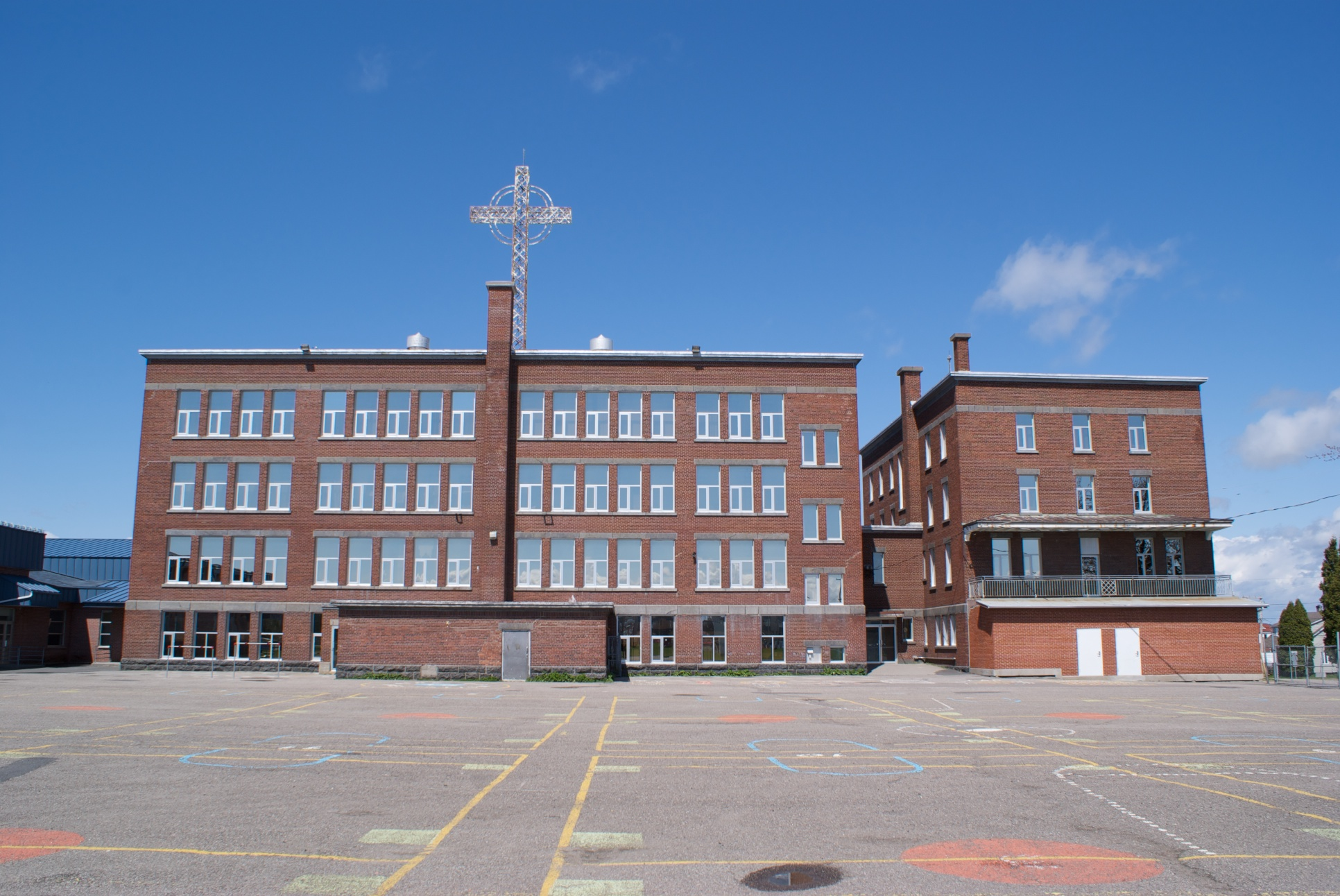
École primaire Saint-Joseph
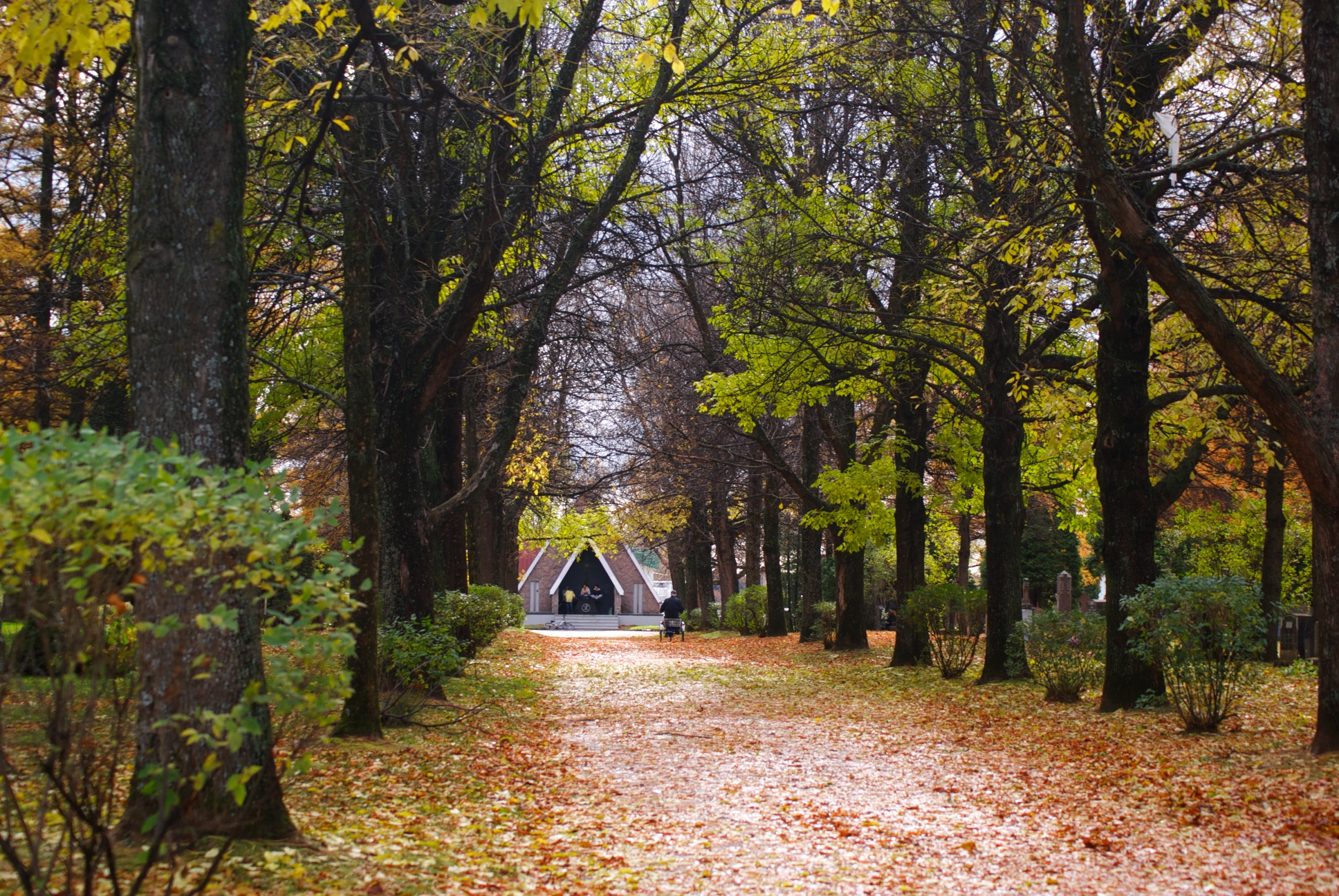
Cimetière Saint-Joseph d'Alma
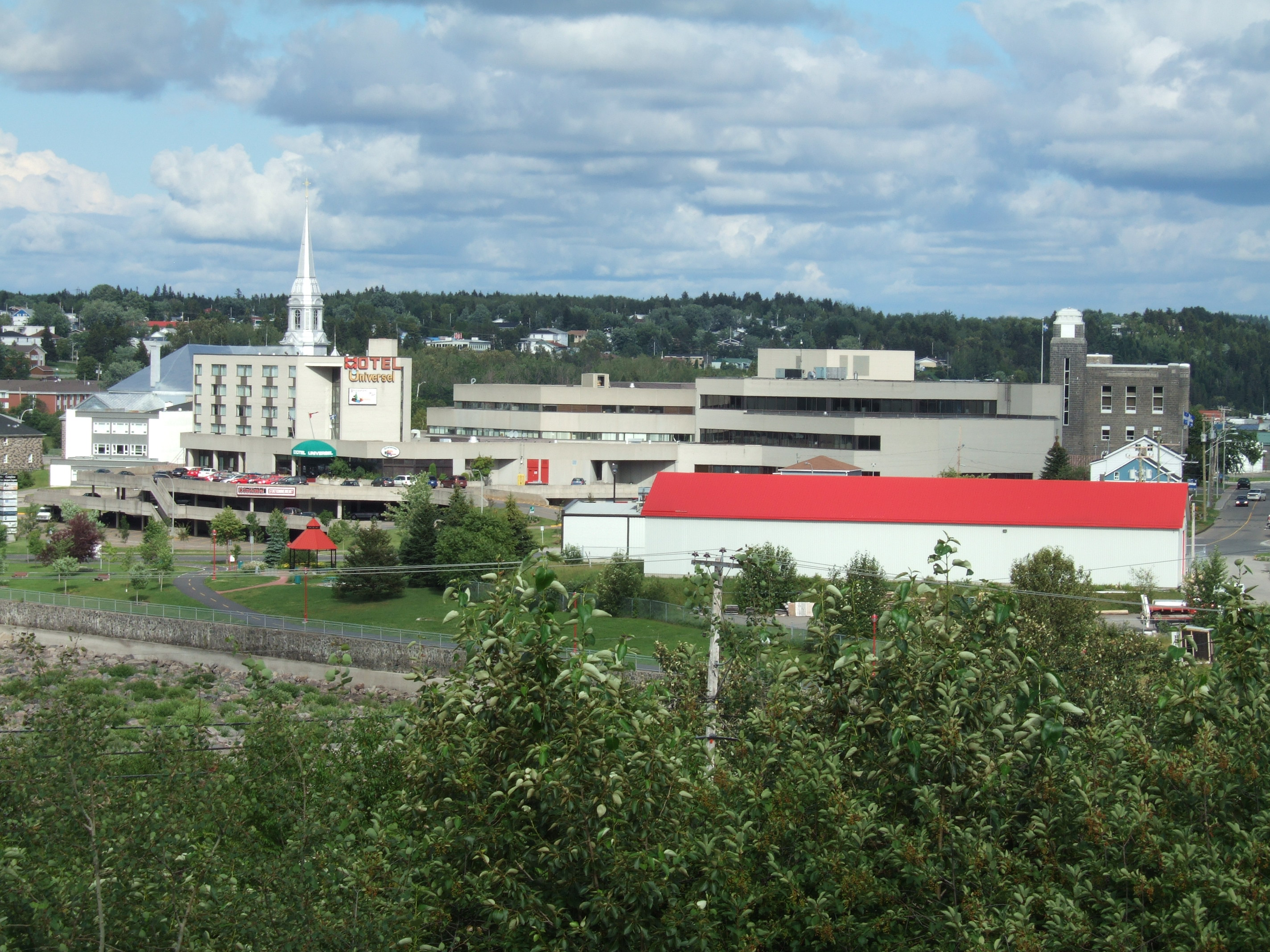
Complexe Jacques-Gagnon et boulevard des Cascades